# Llista d'asteroides (305001-306000)
Llista d'asteroides del 305.001 al 306.000, amb data de descoberta i descobridor. És un fragment de la llista d'asteroides completa. Als asteroides se'ls dona un número quan es confirma la seva òrbita, per tant apareixen llistats aproximadament segons la data de descobriment.

## 305001-305100
| Nom    | Designació provisional | Data de descobriment  | Lloc de descobriment | Descobridor/s     |
| ------ | ---------------------- | --------------------- | -------------------- | ----------------- |
| 305001 | 2007 TQ267             | 9 d'octubre de 2007   | Kitt Peak            | Spacewatch        |
| 305002 | 2007 TQ269             | 9 d'octubre de 2007   | Kitt Peak            | Spacewatch        |
| 305003 | 2007 TW289             | 12 d'octubre de 2007  | Catalina             | CSS               |
| 305004 | 2007 TR290             | 12 d'octubre de 2007  | Mount Lemmon         | Mt. Lemmon Survey |
| 305005 | 2007 TX319             | 12 d'octubre de 2007  | Kitt Peak            | Spacewatch        |
| 305006 | 2007 TC322             | 10 d'octubre de 2007  | Lulin                | LUSS              |
| 305007 | 2007 TT328             | 11 d'octubre de 2007  | Kitt Peak            | Spacewatch        |
| 305008 | 2007 TU330             | 11 d'octubre de 2007  | Kitt Peak            | Spacewatch        |
| 305009 | 2007 TL331             | 11 d'octubre de 2007  | Kitt Peak            | Spacewatch        |
| 305010 | 2007 TM332             | 11 d'octubre de 2007  | Kitt Peak            | Spacewatch        |
| 305011 | 2007 TY334             | 11 d'octubre de 2007  | Kitt Peak            | Spacewatch        |
| 305012 | 2007 TB339             | 15 d'octubre de 2007  | Kitt Peak            | Spacewatch        |
| 305013 | 2007 TN343             | 10 d'octubre de 2007  | Mount Lemmon         | Mt. Lemmon Survey |
| 305014 | 2007 TT355             | 11 d'octubre de 2007  | Catalina             | CSS               |
| 305015 | 2007 TO357             | 13 d'octubre de 2007  | Catalina             | CSS               |
| 305016 | 2007 TS360             | 14 d'octubre de 2007  | Mount Lemmon         | Mt. Lemmon Survey |
| 305017 | 2007 TS361             | 14 d'octubre de 2007  | Mount Lemmon         | Mt. Lemmon Survey |
| 305018 | 2007 TF362             | 14 d'octubre de 2007  | Mount Lemmon         | Mt. Lemmon Survey |
| 305019 | 2007 TH362             | 14 d'octubre de 2007  | Mount Lemmon         | Mt. Lemmon Survey |
| 305020 | 2007 TT363             | 14 d'octubre de 2007  | Mount Lemmon         | Mt. Lemmon Survey |
| 305021 | 2007 TR381             | 14 d'octubre de 2007  | Kitt Peak            | Spacewatch        |
| 305022 | 2007 TK383             | 14 d'octubre de 2007  | Kitt Peak            | Spacewatch        |
| 305023 | 2007 TD384             | 14 d'octubre de 2007  | Mount Lemmon         | Mt. Lemmon Survey |
| 305024 | 2007 TQ389             | 13 d'octubre de 2007  | Catalina             | CSS               |
| 305025 | 2007 TQ391             | 15 d'octubre de 2007  | Catalina             | CSS               |
| 305026 | 2007 TT395             | 15 d'octubre de 2007  | Kitt Peak            | Spacewatch        |
| 305027 | 2007 TW397             | 15 d'octubre de 2007  | Kitt Peak            | Spacewatch        |
| 305028 | 2007 TD400             | 15 d'octubre de 2007  | Catalina             | CSS               |
| 305029 | 2007 TV403             | 15 d'octubre de 2007  | Kitt Peak            | Spacewatch        |
| 305030 | 2007 TZ404             | 15 d'octubre de 2007  | Kitt Peak            | Spacewatch        |
| 305031 | 2007 TG414             | 15 d'octubre de 2007  | Catalina             | CSS               |
| 305032 | 2007 TT418             | 8 d'octubre de 2007   | Kitt Peak            | Spacewatch        |
| 305033 | 2007 TM419             | 14 d'octubre de 2007  | Mount Lemmon         | Mt. Lemmon Survey |
| 305034 | 2007 TC421             | 11 d'octubre de 2007  | Catalina             | CSS               |
| 305035 | 2007 TZ422             | 14 d'octubre de 2007  | Mount Lemmon         | Mt. Lemmon Survey |
| 305036 | 2007 TK425             | 8 d'octubre de 2007   | Kitt Peak            | Spacewatch        |
| 305037 | 2007 TU425             | 8 d'octubre de 2007   | Mount Lemmon         | Mt. Lemmon Survey |
| 305038 | 2007 TQ426             | 9 d'octubre de 2007   | Kitt Peak            | Spacewatch        |
| 305039 | 2007 TF434             | 8 d'octubre de 2007   | Catalina             | CSS               |
| 305040 | 2007 TP436             | 13 d'octubre de 2007  | Mount Lemmon         | Mt. Lemmon Survey |
| 305041 | 2007 TK449             | 9 d'octubre de 2007   | Kitt Peak            | Spacewatch        |
| 305042 | 2007 TV451             | 10 d'octubre de 2007  | Kitt Peak            | Spacewatch        |
| 305043 | 2007 UP1               | 16 d'octubre de 2007  | Bisei SG Center      | BATTeRS           |
| 305044 | 2007 UB8               | 16 d'octubre de 2007  | Catalina             | CSS               |
| 305045 | 2007 UV12              | 16 d'octubre de 2007  | Mount Lemmon         | Mt. Lemmon Survey |
| 305046 | 2007 UL16              | 18 d'octubre de 2007  | Mount Lemmon         | Mt. Lemmon Survey |
| 305047 | 2007 UV21              | 16 d'octubre de 2007  | Kitt Peak            | Spacewatch        |
| 305048 | 2007 UT23              | 16 d'octubre de 2007  | Kitt Peak            | Spacewatch        |
| 305049 | 2007 UZ23              | 16 d'octubre de 2007  | Kitt Peak            | Spacewatch        |
| 305050 | 2007 UT40              | 16 d'octubre de 2007  | Kitt Peak            | Spacewatch        |
| 305051 | 2007 UB42              | 16 d'octubre de 2007  | Mount Lemmon         | Mt. Lemmon Survey |
| 305052 | 2007 US42              | 16 d'octubre de 2007  | Kitt Peak            | Spacewatch        |
| 305053 | 2007 US58              | 30 d'octubre de 2007  | Mount Lemmon         | Mt. Lemmon Survey |
| 305054 | 2007 UY60              | 30 d'octubre de 2007  | Mount Lemmon         | Mt. Lemmon Survey |
| 305055 | 2007 UD62              | 30 d'octubre de 2007  | Mount Lemmon         | Mt. Lemmon Survey |
| 305056 | 2007 UD65              | 30 d'octubre de 2007  | Catalina             | CSS               |
| 305057 | 2007 UL65              | 31 d'octubre de 2007  | Kitt Peak            | Spacewatch        |
| 305058 | 2007 UP72              | 31 d'octubre de 2007  | Mount Lemmon         | Mt. Lemmon Survey |
| 305059 | 2007 UL76              | 31 d'octubre de 2007  | Mount Lemmon         | Mt. Lemmon Survey |
| 305060 | 2007 UY77              | 30 d'octubre de 2007  | Kitt Peak            | Spacewatch        |
| 305061 | 2007 UA80              | 31 d'octubre de 2007  | Mount Lemmon         | Mt. Lemmon Survey |
| 305062 | 2007 UA83              | 30 d'octubre de 2007  | Kitt Peak            | Spacewatch        |
| 305063 | 2007 UQ83              | 30 d'octubre de 2007  | Kitt Peak            | Spacewatch        |
| 305064 | 2007 UM85              | 30 d'octubre de 2007  | Kitt Peak            | Spacewatch        |
| 305065 | 2007 UF86              | 30 d'octubre de 2007  | Kitt Peak            | Spacewatch        |
| 305066 | 2007 UU96              | 30 d'octubre de 2007  | Kitt Peak            | Spacewatch        |
| 305067 | 2007 UO98              | 30 d'octubre de 2007  | Kitt Peak            | Spacewatch        |
| 305068 | 2007 UY99              | 30 d'octubre de 2007  | Kitt Peak            | Spacewatch        |
| 305069 | 2007 UD100             | 30 d'octubre de 2007  | Kitt Peak            | Spacewatch        |
| 305070 | 2007 UU100             | 30 d'octubre de 2007  | Kitt Peak            | Spacewatch        |
| 305071 | 2007 UC102             | 30 d'octubre de 2007  | Kitt Peak            | Spacewatch        |
| 305072 | 2007 UQ103             | 30 d'octubre de 2007  | Kitt Peak            | Spacewatch        |
| 305073 | 2007 UJ104             | 30 d'octubre de 2007  | Kitt Peak            | Spacewatch        |
| 305074 | 2007 UK104             | 30 d'octubre de 2007  | Kitt Peak            | Spacewatch        |
| 305075 | 2007 US105             | 30 d'octubre de 2007  | Kitt Peak            | Spacewatch        |
| 305076 | 2007 UZ106             | 31 d'octubre de 2007  | Mount Lemmon         | Mt. Lemmon Survey |
| 305077 | 2007 UC109             | 30 d'octubre de 2007  | Kitt Peak            | Spacewatch        |
| 305078 | 2007 UC111             | 30 d'octubre de 2007  | Mount Lemmon         | Mt. Lemmon Survey |
| 305079 | 2007 UD116             | 31 d'octubre de 2007  | Kitt Peak            | Spacewatch        |
| 305080 | 2007 US118             | 30 d'octubre de 2007  | Kitt Peak            | Spacewatch        |
| 305081 | 2007 UT119             | 30 d'octubre de 2007  | Mount Lemmon         | Mt. Lemmon Survey |
| 305082 | 2007 UV127             | 21 d'octubre de 2007  | Mount Lemmon         | Mt. Lemmon Survey |
| 305083 | 2007 UA128             | 16 d'octubre de 2007  | Mount Lemmon         | Mt. Lemmon Survey |
| 305084 | 2007 UJ129             | 20 d'octubre de 2007  | Mount Lemmon         | Mt. Lemmon Survey |
| 305085 | 2007 UZ129             | 16 d'octubre de 2007  | Mount Lemmon         | Mt. Lemmon Survey |
| 305086 | 2007 UL131             | 16 d'octubre de 2007  | Catalina             | CSS               |
| 305087 | 2007 UC136             | 21 d'octubre de 2007  | Catalina             | CSS               |
| 305088 | 2007 UV141             | 21 d'octubre de 2007  | Mount Lemmon         | Mt. Lemmon Survey |
| 305089 | 2007 VO2               | 2 de novembre de 2007 | Pla D'Arguines       | R. Ferrando       |
| 305090 | 2007 VQ4               | 3 de novembre de 2007 | Socorro              | LINEAR            |
| 305091 | 2007 VX11              | 5 de novembre de 2007 | Catalina             | CSS               |
| 305092 | 2007 VG12              | 1 de novembre de 2007 | Mount Lemmon         | Mt. Lemmon Survey |
| 305093 | 2007 VM14              | 1 de novembre de 2007 | Mount Lemmon         | Mt. Lemmon Survey |
| 305094 | 2007 VM15              | 1 de novembre de 2007 | Kitt Peak            | Spacewatch        |
| 305095 | 2007 VR30              | 2 de novembre de 2007 | Kitt Peak            | Spacewatch        |
| 305096 | 2007 VB37              | 2 de novembre de 2007 | Catalina             | CSS               |
| 305097 | 2007 VR42              | 3 de novembre de 2007 | Mount Lemmon         | Mt. Lemmon Survey |
| 305098 | 2007 VZ44              | 1 de novembre de 2007 | Kitt Peak            | Spacewatch        |
| 305099 | 2007 VE48              | 1 de novembre de 2007 | Kitt Peak            | Spacewatch        |
| 305100 | 2007 VJ49              | 1 de novembre de 2007 | Kitt Peak            | Spacewatch        |

## 305101-305200
| Nom               | Designació provisional | Data de descobriment   | Lloc de descobriment | Descobridor/s          |
| ----------------- | ---------------------- | ---------------------- | -------------------- | ---------------------- |
| 305101            | 2007 VS49              | 1 de novembre de 2007  | Kitt Peak            | Spacewatch             |
| 305102            | 2007 VQ55              | 1 de novembre de 2007  | Kitt Peak            | Spacewatch             |
| 305103            | 2007 VT55              | 1 de novembre de 2007  | Kitt Peak            | Spacewatch             |
| 305104            | 2007 VS57              | 1 de novembre de 2007  | Kitt Peak            | Spacewatch             |
| 305105            | 2007 VC59              | 1 de novembre de 2007  | Kitt Peak            | Spacewatch             |
| 305106            | 2007 VJ60              | 1 de novembre de 2007  | Kitt Peak            | Spacewatch             |
| 305107            | 2007 VP60              | 1 de novembre de 2007  | Kitt Peak            | Spacewatch             |
| 305108            | 2007 VZ60              | 1 de novembre de 2007  | Kitt Peak            | Spacewatch             |
| 305109            | 2007 VS61              | 1 de novembre de 2007  | Kitt Peak            | Spacewatch             |
| 305110            | 2007 VR72              | 1 de novembre de 2007  | Kitt Peak            | Spacewatch             |
| 305111            | 2007 VG75              | 3 de novembre de 2007  | Kitt Peak            | Spacewatch             |
| 305112            | 2007 VF77              | 3 de novembre de 2007  | Kitt Peak            | Spacewatch             |
| 305113            | 2007 VK83              | 4 de novembre de 2007  | Mount Lemmon         | Mt. Lemmon Survey      |
| 305114            | 2007 VM88              | 2 de novembre de 2007  | Socorro              | LINEAR                 |
| 305115            | 2007 VG90              | 4 de novembre de 2007  | Socorro              | LINEAR                 |
| 305116            | 2007 VQ90              | 5 de novembre de 2007  | Socorro              | LINEAR                 |
| 305117            | 2007 VY93              | 6 de novembre de 2007  | Needville            | Needville              |
| 305118            | 2007 VH95              | 8 de novembre de 2007  | Socorro              | LINEAR                 |
| 305119            | 2007 VC98              | 1 de novembre de 2007  | Kitt Peak            | Spacewatch             |
| 305120            | 2007 VK98              | 2 de novembre de 2007  | Kitt Peak            | Spacewatch             |
| 305121            | 2007 VZ99              | 2 de novembre de 2007  | Kitt Peak            | Spacewatch             |
| 305122            | 2007 VQ114             | 3 de novembre de 2007  | Kitt Peak            | Spacewatch             |
| 305123            | 2007 VP116             | 3 de novembre de 2007  | Kitt Peak            | Spacewatch             |
| 305124            | 2007 VB117             | 3 de novembre de 2007  | Kitt Peak            | Spacewatch             |
| 305125            | 2007 VT121             | 5 de novembre de 2007  | Kitt Peak            | Spacewatch             |
| 305126            | 2007 VU135             | 3 de novembre de 2007  | Mount Lemmon         | Mt. Lemmon Survey      |
| 305127            | 2007 VY139             | 3 de novembre de 2007  | Kitt Peak            | Spacewatch             |
| 305128            | 2007 VU141             | 4 de novembre de 2007  | Kitt Peak            | Spacewatch             |
| 305129            | 2007 VQ143             | 4 de novembre de 2007  | Kitt Peak            | Spacewatch             |
| 305130            | 2007 VG144             | 4 de novembre de 2007  | Kitt Peak            | Spacewatch             |
| 305131            | 2007 VX145             | 4 de novembre de 2007  | Kitt Peak            | Spacewatch             |
| 305132            | 2007 VK147             | 4 de novembre de 2007  | Kitt Peak            | Spacewatch             |
| 305133            | 2007 VJ148             | 4 de novembre de 2007  | Kitt Peak            | Spacewatch             |
| 305134            | 2007 VV152             | 2 de novembre de 2007  | Kitt Peak            | Spacewatch             |
| 305135            | 2007 VB155             | 5 de novembre de 2007  | Kitt Peak            | Spacewatch             |
| 305136            | 2007 VO155             | 5 de novembre de 2007  | Kitt Peak            | Spacewatch             |
| 305137            | 2007 VE156             | 4 de març de 1997      | Kitt Peak            | Spacewatch             |
| 305138            | 2007 VY157             | 5 de novembre de 2007  | Kitt Peak            | Spacewatch             |
| 305139            | 2007 VD164             | 5 de novembre de 2007  | Kitt Peak            | Spacewatch             |
| 305140            | 2007 VO168             | 5 de novembre de 2007  | Kitt Peak            | Spacewatch             |
| 305141            | 2007 VV168             | 5 de novembre de 2007  | Kitt Peak            | Spacewatch             |
| 305142            | 2007 VY171             | 7 de novembre de 2007  | Kitt Peak            | Spacewatch             |
| 305143            | 2007 VE173             | 2 de novembre de 2007  | Mount Lemmon         | Mt. Lemmon Survey      |
| 305144            | 2007 VN176             | 5 de novembre de 2007  | Mount Lemmon         | Mt. Lemmon Survey      |
| 305145            | 2007 VS177             | 6 de novembre de 2007  | Purple Mountain      | PMO NEO Survey Program |
| 305146            | 2007 VT186             | 12 de novembre de 2007 | Bisei SG Center      | BATTeRS                |
| 305147            | 2007 VU191             | 4 de novembre de 2007  | Mount Lemmon         | Mt. Lemmon Survey      |
| 305148            | 2007 VC195             | 7 de novembre de 2007  | Mount Lemmon         | Mt. Lemmon Survey      |
| 305149            | 2007 VH198             | 8 de novembre de 2007  | Mount Lemmon         | Mt. Lemmon Survey      |
| 305150            | 2007 VM202             | 6 de novembre de 2007  | Mount Lemmon         | Mt. Lemmon Survey      |
| 305151            | 2007 VR209             | 7 de novembre de 2007  | Kitt Peak            | Spacewatch             |
| 305152            | 2007 VS209             | 7 de novembre de 2007  | Kitt Peak            | Spacewatch             |
| 305153            | 2007 VM210             | 9 de novembre de 2007  | Kitt Peak            | Spacewatch             |
| 305154            | 2007 VY213             | 9 de novembre de 2007  | Kitt Peak            | Spacewatch             |
| 305155            | 2007 VS214             | 9 de novembre de 2007  | Kitt Peak            | Spacewatch             |
| 305156            | 2007 VK217             | 9 de novembre de 2007  | Kitt Peak            | Spacewatch             |
| 305157            | 2007 VC219             | 9 de novembre de 2007  | Kitt Peak            | Spacewatch             |
| 305158            | 2007 VQ220             | 9 de novembre de 2007  | Kitt Peak            | Spacewatch             |
| 305159            | 2007 VJ221             | 12 de novembre de 2007 | Mount Lemmon         | Mt. Lemmon Survey      |
| 305160            | 2007 VP221             | 14 de novembre de 2007 | Bisei SG Center      | BATTeRS                |
| 305161            | 2007 VA222             | 6 de novembre de 2007  | Purple Mountain      | PMO NEO Survey Program |
| 305162            | 2007 VM227             | 12 de novembre de 2007 | Catalina             | CSS                    |
| 305163            | 2007 VB235             | 9 de novembre de 2007  | Kitt Peak            | Spacewatch             |
| 305164            | 2007 VY238             | 13 de novembre de 2007 | Kitt Peak            | Spacewatch             |
| 305165            | 2007 VP248             | 13 de novembre de 2007 | Catalina             | CSS                    |
| 305166            | 2007 VF260             | 15 de novembre de 2007 | Anderson Mesa        | LONEOS                 |
| 305167            | 2007 VL264             | 13 de novembre de 2007 | Kitt Peak            | Spacewatch             |
| 305168            | 2007 VQ266             | 14 de novembre de 2007 | Kitt Peak            | Spacewatch             |
| 305169            | 2007 VP269             | 14 de novembre de 2007 | Socorro              | LINEAR                 |
| 305170            | 2007 VW276             | 14 de novembre de 2007 | Kitt Peak            | Spacewatch             |
| 305171            | 2007 VX277             | 14 de novembre de 2007 | Kitt Peak            | Spacewatch             |
| 305172            | 2007 VQ280             | 14 de novembre de 2007 | Kitt Peak            | Spacewatch             |
| 305173            | 2007 VZ281             | 14 de novembre de 2007 | Kitt Peak            | Spacewatch             |
| 305174            | 2007 VF284             | 14 de novembre de 2007 | Kitt Peak            | Spacewatch             |
| 305175            | 2007 VH286             | 14 de novembre de 2007 | Kitt Peak            | Spacewatch             |
| 305176            | 2007 VA292             | 14 de novembre de 2007 | Kitt Peak            | Spacewatch             |
| 305177            | 2007 VL292             | 14 de novembre de 2007 | Kitt Peak            | Spacewatch             |
| 305178            | 2007 VY294             | 16 de juliol de 2002   | Palomar              | NEAT                   |
| 305179            | 2007 VW295             | 14 de novembre de 2007 | Mount Lemmon         | Mt. Lemmon Survey      |
| 305180            | 2007 VA299             | 11 de novembre de 2007 | Catalina             | CSS                    |
| 305181 Donelaitis | 2007 VR302             | 5 de novembre de 2007  | Moletai              | Moletai                |
| 305182            | 2007 VZ306             | 2 de novembre de 2007  | Mount Lemmon         | Mt. Lemmon Survey      |
| 305183            | 2007 VA307             | 2 de novembre de 2007  | Mount Lemmon         | Mt. Lemmon Survey      |
| 305184            | 2007 VV308             | 8 de novembre de 2007  | Kitt Peak            | Spacewatch             |
| 305185            | 2007 VM309             | 14 de novembre de 2007 | Kitt Peak            | Spacewatch             |
| 305186            | 2007 VW312             | 3 de novembre de 2007  | Mount Lemmon         | Mt. Lemmon Survey      |
| 305187            | 2007 VV314             | 2 de novembre de 2007  | Kitt Peak            | Spacewatch             |
| 305188            | 2007 VQ315             | 7 de novembre de 2007  | Kitt Peak            | Spacewatch             |
| 305189            | 2007 VM319             | 5 de novembre de 2007  | Mount Lemmon         | Mt. Lemmon Survey      |
| 305190            | 2007 VS323             | 4 de novembre de 2007  | Socorro              | LINEAR                 |
| 305191            | 2007 VV323             | 4 de novembre de 2007  | Socorro              | LINEAR                 |
| 305192            | 2007 VC324             | 5 de novembre de 2007  | Socorro              | LINEAR                 |
| 305193            | 2007 VS325             | 2 de novembre de 2007  | Kitt Peak            | Spacewatch             |
| 305194            | 2007 VT325             | 2 de novembre de 2007  | Socorro              | LINEAR                 |
| 305195            | 2007 VF326             | 3 de novembre de 2007  | Kitt Peak            | Spacewatch             |
| 305196            | 2007 VM326             | 4 de novembre de 2007  | Socorro              | LINEAR                 |
| 305197            | 2007 VW328             | 9 de novembre de 2007  | Kitt Peak            | Spacewatch             |
| 305198            | 2007 VF331             | 5 de novembre de 2007  | Mount Lemmon         | Mt. Lemmon Survey      |
| 305199            | 2007 VS333             | 11 de novembre de 2007 | Mount Lemmon         | Mt. Lemmon Survey      |
| 305200            | 2007 VY334             | 14 de novembre de 2007 | Mount Lemmon         | Mt. Lemmon Survey      |

## 305201-305300
| Nom               | Designació provisional | Data de descobriment   | Lloc de descobriment | Descobridor/s            |
| ----------------- | ---------------------- | ---------------------- | -------------------- | ------------------------ |
| 305201            | 2007 WY                | 16 de novembre de 2007 | Dauban               | Chante-Perdrix           |
| 305202            | 2007 WC4               | 17 de novembre de 2007 | Costitx              | OAM                      |
| 305203            | 2007 WN7               | 18 de novembre de 2007 | Socorro              | LINEAR                   |
| 305204            | 2007 WN11              | 17 de novembre de 2007 | Catalina             | CSS                      |
| 305205            | 2007 WU14              | 18 de novembre de 2007 | Mount Lemmon         | Mt. Lemmon Survey        |
| 305206            | 2007 WX19              | 18 de novembre de 2007 | Mount Lemmon         | Mt. Lemmon Survey        |
| 305207            | 2007 WS20              | 18 de novembre de 2007 | Mount Lemmon         | Mt. Lemmon Survey        |
| 305208            | 2007 WM24              | 18 de novembre de 2007 | Mount Lemmon         | Mt. Lemmon Survey        |
| 305209            | 2007 WC26              | 18 de novembre de 2007 | Mount Lemmon         | Mt. Lemmon Survey        |
| 305210            | 2007 WZ28              | 19 de novembre de 2007 | Kitt Peak            | Spacewatch               |
| 305211            | 2007 WJ29              | 19 de novembre de 2007 | Kitt Peak            | Spacewatch               |
| 305212            | 2007 WS39              | 17 de novembre de 2007 | Catalina             | CSS                      |
| 305213            | 2007 WV47              | 20 de novembre de 2007 | Mount Lemmon         | Mt. Lemmon Survey        |
| 305214            | 2007 WR48              | 20 de novembre de 2007 | Mount Lemmon         | Mt. Lemmon Survey        |
| 305215            | 2007 WP55              | 28 de novembre de 2007 | Purple Mountain      | PMO NEO Survey Program   |
| 305216            | 2007 WA58              | 19 de novembre de 2007 | Mount Lemmon         | Mt. Lemmon Survey        |
| 305217            | 2007 WK58              | 16 de novembre de 2007 | Mount Lemmon         | Mt. Lemmon Survey        |
| 305218            | 2007 WF59              | 19 de novembre de 2007 | Kitt Peak            | Spacewatch               |
| 305219            | 2007 WM59              | 19 de novembre de 2007 | Mount Lemmon         | Mt. Lemmon Survey        |
| 305220            | 2007 WG62              | 13 d'abril de 2005     | Catalina             | CSS                      |
| 305221            | 2007 XZ                | 1 de desembre de 2007  | Pla D'Arguines       | R. Ferrando              |
| 305222            | 2007 XE3               | 3 de desembre de 2007  | Catalina             | CSS                      |
| 305223            | 2007 XJ3               | 3 de desembre de 2007  | Calvin-Rehoboth      | Calvin College           |
| 305224            | 2007 XC9               | 4 de desembre de 2007  | Mount Lemmon         | Mt. Lemmon Survey        |
| 305225            | 2007 XB11              | 3 de desembre de 2007  | Goodricke-Pigott     | R. A. Tucker             |
| 305226            | 2007 XD13              | 4 de desembre de 2007  | Kitt Peak            | Spacewatch               |
| 305227            | 2007 XZ13              | 5 de desembre de 2007  | Kitt Peak            | Spacewatch               |
| 305228            | 2007 XF14              | 5 de desembre de 2007  | Catalina             | CSS                      |
| 305229            | 2007 XK15              | 7 de desembre de 2007  | Bisei SG Center      | BATTeRS                  |
| 305230            | 2007 XP18              | 12 de desembre de 2007 | Costitx              | OAM                      |
| 305231            | 2007 XR18              | 13 de desembre de 2007 | Costitx              | OAM                      |
| 305232            | 2007 XK19              | 12 de desembre de 2007 | Socorro              | LINEAR                   |
| 305233            | 2007 XX19              | 12 de desembre de 2007 | Socorro              | LINEAR                   |
| 305234            | 2007 XA20              | 12 de desembre de 2007 | La Sagra             | La Sagra                 |
| 305235            | 2007 XC20              | 4 de desembre de 2007  | Catalina             | CSS                      |
| 305236            | 2007 XY24              | 14 de desembre de 2007 | La Sagra             | La Sagra                 |
| 305237            | 2007 XG25              | 9 de novembre de 2007  | Kitt Peak            | Spacewatch               |
| 305238            | 2007 XZ25              | 15 de desembre de 2007 | Lulin                | LUSS                     |
| 305239            | 2007 XY29              | 15 de desembre de 2007 | Catalina             | CSS                      |
| 305240            | 2007 XE31              | 15 de desembre de 2007 | Kitt Peak            | Spacewatch               |
| 305241            | 2007 XO31              | 15 de desembre de 2007 | Mount Lemmon         | Mt. Lemmon Survey        |
| 305242            | 2007 XV32              | 15 de desembre de 2007 | Catalina             | CSS                      |
| 305243            | 2007 XC34              | 10 de desembre de 2007 | Socorro              | LINEAR                   |
| 305244            | 2007 XS35              | 13 de desembre de 2007 | Socorro              | LINEAR                   |
| 305245            | 2007 XO37              | 13 de desembre de 2007 | Socorro              | LINEAR                   |
| 305246            | 2007 XD39              | 13 de desembre de 2007 | Socorro              | LINEAR                   |
| 305247            | 2007 XS40              | 13 de desembre de 2007 | Socorro              | LINEAR                   |
| 305248            | 2007 XP42              | 14 de desembre de 2007 | Purple Mountain      | PMO NEO Survey Program   |
| 305249            | 2007 XR44              | 15 de desembre de 2007 | Kitt Peak            | Spacewatch               |
| 305250            | 2007 XP48              | 15 de desembre de 2007 | Kitt Peak            | Spacewatch               |
| 305251            | 2007 XQ48              | 15 de desembre de 2007 | Kitt Peak            | Spacewatch               |
| 305252            | 2007 XE55              | 15 de desembre de 2007 | Mount Lemmon         | Mt. Lemmon Survey        |
| 305253            | 2007 XM55              | 4 de desembre de 2007  | Kitt Peak            | Spacewatch               |
| 305254 Moron      | 2007 YN3               | 19 de desembre de 2007 | Nogales              | Tenagra II               |
| 305255            | 2007 YP8               | 16 de desembre de 2007 | Mount Lemmon         | Mt. Lemmon Survey        |
| 305256            | 2007 YN9               | 16 de desembre de 2007 | Mount Lemmon         | Mt. Lemmon Survey        |
| 305257            | 2007 YE10              | 16 de desembre de 2007 | Kitt Peak            | Spacewatch               |
| 305258            | 2007 YM12              | 17 de desembre de 2007 | Mount Lemmon         | Mt. Lemmon Survey        |
| 305259            | 2007 YP14              | 17 de desembre de 2007 | Mount Lemmon         | Mt. Lemmon Survey        |
| 305260            | 2007 YR22              | 16 de desembre de 2007 | Kitt Peak            | Spacewatch               |
| 305261            | 2007 YO23              | 15 de setembre de 2006 | Kitt Peak            | Spacewatch               |
| 305262            | 2007 YO24              | 17 de desembre de 2007 | Mount Lemmon         | Mt. Lemmon Survey        |
| 305263            | 2007 YQ29              | 21 de desembre de 2007 | Piszkesteto          | K. Sarneczky             |
| 305264            | 2007 YR29              | 21 de desembre de 2007 | Piszkesteto          | K. Sarneczky             |
| 305265            | 2007 YZ32              | 28 de desembre de 2007 | Kitt Peak            | Spacewatch               |
| 305266            | 2007 YO33              | 28 de desembre de 2007 | Kitt Peak            | Spacewatch               |
| 305267            | 2007 YO36              | 30 de desembre de 2007 | Mount Lemmon         | Mt. Lemmon Survey        |
| 305268            | 2007 YQ37              | 30 de desembre de 2007 | Mount Lemmon         | Mt. Lemmon Survey        |
| 305269            | 2007 YY43              | 30 de desembre de 2007 | Kitt Peak            | Spacewatch               |
| 305270            | 2007 YK44              | 30 de desembre de 2007 | Kitt Peak            | Spacewatch               |
| 305271            | 2007 YC48              | 28 de desembre de 2007 | Kitt Peak            | Spacewatch               |
| 305272            | 2007 YJ48              | 28 de desembre de 2007 | Kitt Peak            | Spacewatch               |
| 305273            | 2007 YZ50              | 28 de desembre de 2007 | Kitt Peak            | Spacewatch               |
| 305274            | 2007 YW52              | 30 de desembre de 2007 | Catalina             | CSS                      |
| 305275            | 2007 YD56              | 29 de desembre de 2007 | Lulin                | LUSS                     |
| 305276            | 2007 YS58              | 16 de març de 2004     | Kitt Peak            | Spacewatch               |
| 305277            | 2007 YK60              | 30 de desembre de 2007 | Catalina             | CSS                      |
| 305278            | 2007 YE62              | 28 de desembre de 2007 | Kitt Peak            | Spacewatch               |
| 305279            | 2007 YB63              | 31 de desembre de 2007 | Kitt Peak            | Spacewatch               |
| 305280            | 2007 YH63              | 31 de desembre de 2007 | Kitt Peak            | Spacewatch               |
| 305281            | 2007 YR65              | 18 de desembre de 2007 | Mount Lemmon         | Mt. Lemmon Survey        |
| 305282            | 2007 YG67              | 16 de desembre de 2007 | Kitt Peak            | Spacewatch               |
| 305283            | 2007 YC68              | 30 de desembre de 2007 | Kitt Peak            | Spacewatch               |
| 305284            | 2007 YW68              | 16 de desembre de 2007 | Mount Lemmon         | Mt. Lemmon Survey        |
| 305285            | 2008 AJ                | 1 de gener de 2008     | Kitt Peak            | Spacewatch               |
| 305286            | 2008 AD1               | 1 de gener de 2008     | Bergisch Gladbac     | W. Bickel                |
| 305287 Olegyankov | 2008 AF2               | 6 de gener de 2008     | Zelenchukskaya S     | S. Korotkiy, T. Kryachko |
| 305288            | 2008 AT2               | 5 de gener de 2008     | Purple Mountain      | PMO NEO Survey Program   |
| 305289            | 2008 AB4               | 8 de gener de 2008     | Dauban               | F. Kugel                 |
| 305290            | 2008 AT4               | 5 de gener de 2008     | Purple Mountain      | PMO NEO Survey Program   |
| 305291            | 2008 AH5               | 9 de gener de 2008     | Lulin                | LUSS                     |
| 305292            | 2008 AS5               | 10 de gener de 2008    | Mount Lemmon         | Mt. Lemmon Survey        |
| 305293            | 2008 AY7               | 10 de gener de 2008    | Kitt Peak            | Spacewatch               |
| 305294            | 2008 AA8               | 10 de gener de 2008    | Kitt Peak            | Spacewatch               |
| 305295            | 2008 AH9               | 10 de gener de 2008    | Mount Lemmon         | Mt. Lemmon Survey        |
| 305296            | 2008 AA11              | 10 de gener de 2008    | Mount Lemmon         | Mt. Lemmon Survey        |
| 305297            | 2008 AX13              | 10 de gener de 2008    | Mount Lemmon         | Mt. Lemmon Survey        |
| 305298            | 2008 AB15              | 10 de gener de 2008    | Kitt Peak            | Spacewatch               |
| 305299            | 2008 AG20              | 10 de gener de 2008    | Mount Lemmon         | Mt. Lemmon Survey        |
| 305300            | 2008 AH22              | 10 de gener de 2008    | Mount Lemmon         | Mt. Lemmon Survey        |

## 305301-305400
| Nom    | Designació provisional | Data de descobriment   | Lloc de descobriment | Descobridor/s     |
| ------ | ---------------------- | ---------------------- | -------------------- | ----------------- |
| 305301 | 2008 AY24              | 10 de gener de 2008    | Mount Lemmon         | Mt. Lemmon Survey |
| 305302 | 2008 AV26              | 10 de gener de 2008    | Kitt Peak            | Spacewatch        |
| 305303 | 2008 AC31              | 12 de gener de 2008    | Kanab                | E. Sheridan       |
| 305304 | 2008 AO34              | 10 de gener de 2008    | Kitt Peak            | Spacewatch        |
| 305305 | 2008 AE36              | 10 de gener de 2008    | Kitt Peak            | Spacewatch        |
| 305306 | 2008 AO36              | 10 de gener de 2008    | Kitt Peak            | Spacewatch        |
| 305307 | 2008 AN37              | 10 de gener de 2008    | Kitt Peak            | Spacewatch        |
| 305308 | 2008 AK38              | 10 de gener de 2008    | Mount Lemmon         | Mt. Lemmon Survey |
| 305309 | 2008 AP40              | 10 de gener de 2008    | Mount Lemmon         | Mt. Lemmon Survey |
| 305310 | 2008 AW40              | 10 de gener de 2008    | Mount Lemmon         | Mt. Lemmon Survey |
| 305311 | 2008 AX42              | 10 de gener de 2008    | Catalina             | CSS               |
| 305312 | 2008 AL43              | 10 de gener de 2008    | Kitt Peak            | Spacewatch        |
| 305313 | 2008 AU44              | 10 de gener de 2008    | Kitt Peak            | Spacewatch        |
| 305314 | 2008 AG45              | 10 de gener de 2008    | Lulin                | LUSS              |
| 305315 | 2008 AH45              | 10 de gener de 2008    | Lulin                | LUSS              |
| 305316 | 2008 AR50              | 11 de gener de 2008    | Kitt Peak            | Spacewatch        |
| 305317 | 2008 AH53              | 11 de gener de 2008    | Kitt Peak            | Spacewatch        |
| 305318 | 2008 AU54              | 11 de gener de 2008    | Kitt Peak            | Spacewatch        |
| 305319 | 2008 AQ64              | 11 de gener de 2008    | Mount Lemmon         | Mt. Lemmon Survey |
| 305320 | 2008 AW66              | 11 de gener de 2008    | Kitt Peak            | Spacewatch        |
| 305321 | 2008 AJ67              | 11 de gener de 2008    | Kitt Peak            | Spacewatch        |
| 305322 | 2008 AB76              | 11 de gener de 2008    | Catalina             | CSS               |
| 305323 | 2008 AA77              | 12 de gener de 2008    | Kitt Peak            | Spacewatch        |
| 305324 | 2008 AP81              | 13 de gener de 2008    | Mount Lemmon         | Mt. Lemmon Survey |
| 305325 | 2008 AX84              | 25 de setembre de 2006 | Kitt Peak            | Spacewatch        |
| 305326 | 2008 AU86              | 11 de gener de 2008    | Catalina             | CSS               |
| 305327 | 2008 AY87              | 13 de gener de 2008    | Kitt Peak            | Spacewatch        |
| 305328 | 2008 AT93              | 14 de gener de 2008    | Kitt Peak            | Spacewatch        |
| 305329 | 2008 AY94              | 14 de gener de 2008    | Kitt Peak            | Spacewatch        |
| 305330 | 2008 AB95              | 19 d'octubre de 2006   | Catalina             | CSS               |
| 305331 | 2008 AM95              | 14 de gener de 2008    | Kitt Peak            | Spacewatch        |
| 305332 | 2008 AU97              | 14 de gener de 2008    | Kitt Peak            | Spacewatch        |
| 305333 | 2008 AD105             | 15 de gener de 2008    | Mount Lemmon         | Mt. Lemmon Survey |
| 305334 | 2008 AF106             | 15 de gener de 2008    | Mount Lemmon         | Mt. Lemmon Survey |
| 305335 | 2008 AY106             | 15 de gener de 2008    | Kitt Peak            | Spacewatch        |
| 305336 | 2008 AL107             | 15 de gener de 2008    | Kitt Peak            | Spacewatch        |
| 305337 | 2008 AM107             | 15 de gener de 2008    | Kitt Peak            | Spacewatch        |
| 305338 | 2008 AB111             | 15 de gener de 2008    | Kitt Peak            | Spacewatch        |
| 305339 | 2008 AV111             | 15 de gener de 2008    | Kitt Peak            | Spacewatch        |
| 305340 | 2008 AM115             | 15 de gener de 2008    | Mount Lemmon         | Mt. Lemmon Survey |
| 305341 | 2008 AT115             | 11 de gener de 2008    | Kitt Peak            | Spacewatch        |
| 305342 | 2008 AH116             | 11 de gener de 2008    | Mount Lemmon         | Mt. Lemmon Survey |
| 305343 | 2008 AX116             | 11 de gener de 2008    | Catalina             | CSS               |
| 305344 | 2008 AB122             | 6 de gener de 2008     | Mauna Kea            | P. A. Wiegert     |
| 305345 | 2008 AS129             | 10 de gener de 2008    | Mount Lemmon         | Mt. Lemmon Survey |
| 305346 | 2008 AP134             | 5 de gener de 2008     | Bisei SG Center      | BATTeRS           |
| 305347 | 2008 AV135             | 11 de gener de 2008    | Socorro              | LINEAR            |
| 305348 | 2008 AE136             | 12 de gener de 2008    | Catalina             | CSS               |
| 305349 | 2008 BG7               | 16 de gener de 2008    | Kitt Peak            | Spacewatch        |
| 305350 | 2008 BC9               | 16 de gener de 2008    | Mount Lemmon         | Mt. Lemmon Survey |
| 305351 | 2008 BW12              | 18 de gener de 2008    | Kitt Peak            | Spacewatch        |
| 305352 | 2008 BZ12              | 18 de gener de 2008    | Kitt Peak            | Spacewatch        |
| 305353 | 2008 BM13              | 19 de gener de 2008    | Mount Lemmon         | Mt. Lemmon Survey |
| 305354 | 2008 BK14              | 20 de gener de 2008    | Mount Lemmon         | Mt. Lemmon Survey |
| 305355 | 2008 BU18              | 29 de gener de 2008    | La Sagra             | La Sagra          |
| 305356 | 2008 BB23              | 31 de gener de 2008    | Mount Lemmon         | Mt. Lemmon Survey |
| 305357 | 2008 BA28              | 30 de gener de 2008    | Mount Lemmon         | Mt. Lemmon Survey |
| 305358 | 2008 BX28              | 30 de gener de 2008    | Catalina             | CSS               |
| 305359 | 2008 BW32              | 30 de gener de 2008    | Kitt Peak            | Spacewatch        |
| 305360 | 2008 BQ34              | 30 de gener de 2008    | Kitt Peak            | Spacewatch        |
| 305361 | 2008 BB35              | 30 de gener de 2008    | Mount Lemmon         | Mt. Lemmon Survey |
| 305362 | 2008 BH35              | 30 de gener de 2008    | Mount Lemmon         | Mt. Lemmon Survey |
| 305363 | 2008 BO40              | 31 de gener de 2008    | Socorro              | LINEAR            |
| 305364 | 2008 BG41              | 30 de gener de 2008    | Mount Lemmon         | Mt. Lemmon Survey |
| 305365 | 2008 BA47              | 31 de gener de 2008    | Mount Lemmon         | Mt. Lemmon Survey |
| 305366 | 2008 BD47              | 31 de gener de 2008    | Mount Lemmon         | Mt. Lemmon Survey |
| 305367 | 2008 BL53              | 20 de gener de 2008    | Mount Lemmon         | Mt. Lemmon Survey |
| 305368 | 2008 BB54              | 31 de gener de 2008    | Socorro              | LINEAR            |
| 305369 | 2008 CY                | 2 de febrer de 2008    | Gaisberg             | R. Gierlinger     |
| 305370 | 2008 CQ3               | 2 de febrer de 2008    | Kitt Peak            | Spacewatch        |
| 305371 | 2008 CT4               | 2 de febrer de 2008    | Kitt Peak            | Spacewatch        |
| 305372 | 2008 CS10              | 3 de febrer de 2008    | Catalina             | CSS               |
| 305373 | 2008 CX10              | 3 de febrer de 2008    | Kitt Peak            | Spacewatch        |
| 305374 | 2008 CA11              | 3 de febrer de 2008    | Kitt Peak            | Spacewatch        |
| 305375 | 2008 CC11              | 3 de febrer de 2008    | Kitt Peak            | Spacewatch        |
| 305376 | 2008 CS11              | 3 de febrer de 2008    | Kitt Peak            | Spacewatch        |
| 305377 | 2008 CT13              | 3 de febrer de 2008    | Kitt Peak            | Spacewatch        |
| 305378 | 2008 CC15              | 3 de febrer de 2008    | Kitt Peak            | Spacewatch        |
| 305379 | 2008 CA18              | 3 de febrer de 2008    | Kitt Peak            | Spacewatch        |
| 305380 | 2008 CK24              | 1 de febrer de 2008    | Kitt Peak            | Spacewatch        |
| 305381 | 2008 CU29              | 2 de febrer de 2008    | Kitt Peak            | Spacewatch        |
| 305382 | 2008 CP36              | 2 de febrer de 2008    | Kitt Peak            | Spacewatch        |
| 305383 | 2008 CQ38              | 2 de febrer de 2008    | Mount Lemmon         | Mt. Lemmon Survey |
| 305384 | 2008 CO39              | 18 de setembre de 1995 | Kitt Peak            | Spacewatch        |
| 305385 | 2008 CT39              | 2 de febrer de 2008    | Mount Lemmon         | Mt. Lemmon Survey |
| 305386 | 2008 CF44              | 2 de febrer de 2008    | Mount Lemmon         | Mt. Lemmon Survey |
| 305387 | 2008 CX44              | 2 de febrer de 2008    | Kitt Peak            | Spacewatch        |
| 305388 | 2008 CL45              | 2 de febrer de 2008    | Kitt Peak            | Spacewatch        |
| 305389 | 2008 CG50              | 6 de febrer de 2008    | Catalina             | CSS               |
| 305390 | 2008 CE54              | 7 de febrer de 2008    | Catalina             | CSS               |
| 305391 | 2008 CP57              | 7 de febrer de 2008    | Mount Lemmon         | Mt. Lemmon Survey |
| 305392 | 2008 CS57              | 7 de febrer de 2008    | Mount Lemmon         | Mt. Lemmon Survey |
| 305393 | 2008 CW59              | 7 de febrer de 2008    | Kitt Peak            | Spacewatch        |
| 305394 | 2008 CP63              | 8 de febrer de 2008    | Mount Lemmon         | Mt. Lemmon Survey |
| 305395 | 2008 CW64              | 8 de febrer de 2008    | Mount Lemmon         | Mt. Lemmon Survey |
| 305396 | 2008 CV67              | 8 de febrer de 2008    | Mount Lemmon         | Mt. Lemmon Survey |
| 305397 | 2008 CB74              | 9 de febrer de 2008    | Junk Bond            | D. Healy          |
| 305398 | 2008 CD77              | 6 de febrer de 2008    | Catalina             | CSS               |
| 305399 | 2008 CG77              | 6 de febrer de 2008    | Catalina             | CSS               |
| 305400 | 2008 CV77              | 6 de febrer de 2008    | Catalina             | CSS               |

## 305401-305500
| Nom    | Designació provisional | Data de descobriment | Lloc de descobriment | Descobridor/s          |
| ------ | ---------------------- | -------------------- | -------------------- | ---------------------- |
| 305401 | 2008 CD80              | 7 de febrer de 2008  | Kitt Peak            | Spacewatch             |
| 305402 | 2008 CO82              | 7 de febrer de 2008  | Mount Lemmon         | Mt. Lemmon Survey      |
| 305403 | 2008 CR84              | 7 de febrer de 2008  | Mount Lemmon         | Mt. Lemmon Survey      |
| 305404 | 2008 CD85              | 7 de febrer de 2008  | Kitt Peak            | Spacewatch             |
| 305405 | 2008 CC86              | 7 de febrer de 2008  | Mount Lemmon         | Mt. Lemmon Survey      |
| 305406 | 2008 CH91              | 8 de febrer de 2008  | Kitt Peak            | Spacewatch             |
| 305407 | 2008 CZ91              | 8 de febrer de 2008  | Mount Lemmon         | Mt. Lemmon Survey      |
| 305408 | 2008 CF92              | 8 de febrer de 2008  | Kitt Peak            | Spacewatch             |
| 305409 | 2008 CV95              | 8 de febrer de 2008  | Siding Spring        | Siding Spring Survey   |
| 305410 | 2008 CX97              | 9 de febrer de 2008  | Kitt Peak            | Spacewatch             |
| 305411 | 2008 CS104             | 9 de febrer de 2008  | Mount Lemmon         | Mt. Lemmon Survey      |
| 305412 | 2008 CP105             | 9 de febrer de 2008  | Mount Lemmon         | Mt. Lemmon Survey      |
| 305413 | 2008 CR107             | 20 d'octubre de 2006 | Mount Lemmon         | Mt. Lemmon Survey      |
| 305414 | 2008 CG110             | 9 de febrer de 2008  | Catalina             | CSS                    |
| 305415 | 2008 CX113             | 10 de febrer de 2008 | Kitt Peak            | Spacewatch             |
| 305416 | 2008 CV117             | 11 de febrer de 2008 | Dauban               | F. Kugel               |
| 305417 | 2008 CS121             | 7 de febrer de 2008  | Kitt Peak            | Spacewatch             |
| 305418 | 2008 CE127             | 8 de febrer de 2008  | Kitt Peak            | Spacewatch             |
| 305419 | 2008 CH133             | 8 de febrer de 2008  | Kitt Peak            | Spacewatch             |
| 305420 | 2008 CP133             | 8 de febrer de 2008  | Kitt Peak            | Spacewatch             |
| 305421 | 2008 CS133             | 8 de febrer de 2008  | Kitt Peak            | Spacewatch             |
| 305422 | 2008 CF134             | 8 de febrer de 2008  | Mount Lemmon         | Mt. Lemmon Survey      |
| 305423 | 2008 CJ134             | 8 de febrer de 2008  | Mount Lemmon         | Mt. Lemmon Survey      |
| 305424 | 2008 CO138             | 8 de febrer de 2008  | Kitt Peak            | Spacewatch             |
| 305425 | 2008 CY138             | 8 de febrer de 2008  | Kitt Peak            | Spacewatch             |
| 305426 | 2008 CJ141             | 8 de febrer de 2008  | Kitt Peak            | Spacewatch             |
| 305427 | 2008 CR146             | 9 de febrer de 2008  | Kitt Peak            | Spacewatch             |
| 305428 | 2008 CU146             | 9 de febrer de 2008  | Kitt Peak            | Spacewatch             |
| 305429 | 2008 CT147             | 9 de febrer de 2008  | Kitt Peak            | Spacewatch             |
| 305430 | 2008 CS150             | 9 de febrer de 2008  | Kitt Peak            | Spacewatch             |
| 305431 | 2008 CB154             | 9 de febrer de 2008  | Kitt Peak            | Spacewatch             |
| 305432 | 2008 CK163             | 10 de febrer de 2008 | Mount Lemmon         | Mt. Lemmon Survey      |
| 305433 | 2008 CM163             | 10 de febrer de 2008 | Catalina             | CSS                    |
| 305434 | 2008 CP172             | 13 de febrer de 2008 | Kitt Peak            | Spacewatch             |
| 305435 | 2008 CJ174             | 13 de febrer de 2008 | Mount Lemmon         | Mt. Lemmon Survey      |
| 305436 | 2008 CJ175             | 6 de febrer de 2008  | Socorro              | LINEAR                 |
| 305437 | 2008 CA178             | 6 de febrer de 2008  | Catalina             | CSS                    |
| 305438 | 2008 CU180             | 31 de juliol de 2005 | Palomar              | NEAT                   |
| 305439 | 2008 CH186             | 2 de febrer de 2008  | Catalina             | CSS                    |
| 305440 | 2008 CU187             | 3 de febrer de 2008  | Catalina             | CSS                    |
| 305441 | 2008 CD190             | 2 de febrer de 2008  | Mount Lemmon         | Mt. Lemmon Survey      |
| 305442 | 2008 CQ192             | 3 de febrer de 2008  | Kitt Peak            | Spacewatch             |
| 305443 | 2008 CW192             | 7 de febrer de 2008  | Kitt Peak            | Spacewatch             |
| 305444 | 2008 CG194             | 10 de febrer de 2008 | Mount Lemmon         | Mt. Lemmon Survey      |
| 305445 | 2008 CM195             | 1 de febrer de 2008  | Kitt Peak            | Spacewatch             |
| 305446 | 2008 CP195             | 2 de febrer de 2008  | Kitt Peak            | Spacewatch             |
| 305447 | 2008 CP202             | 8 de febrer de 2008  | Kitt Peak            | Spacewatch             |
| 305448 | 2008 CC205             | 2 de febrer de 2008  | Kitt Peak            | Spacewatch             |
| 305449 | 2008 CL209             | 27 d'octubre de 2006 | Kitt Peak            | Spacewatch             |
| 305450 | 2008 CL211             | 3 de febrer de 2008  | Kitt Peak            | Spacewatch             |
| 305451 | 2008 CH213             | 9 de febrer de 2008  | Catalina             | CSS                    |
| 305452 | 2008 CD214             | 11 de febrer de 2008 | Catalina             | CSS                    |
| 305453 | 2008 DC1               | 24 de febrer de 2008 | Kitt Peak            | Spacewatch             |
| 305454 | 2008 DP4               | 27 de febrer de 2008 | Wildberg             | R. Apitzsch            |
| 305455 | 2008 DQ6               | 24 de febrer de 2008 | Mount Lemmon         | Mt. Lemmon Survey      |
| 305456 | 2008 DU8               | 25 de febrer de 2008 | Mount Lemmon         | Mt. Lemmon Survey      |
| 305457 | 2008 DC10              | 26 de febrer de 2008 | Kitt Peak            | Spacewatch             |
| 305458 | 2008 DA11              | 26 de febrer de 2008 | Kitt Peak            | Spacewatch             |
| 305459 | 2008 DU18              | 27 de febrer de 2008 | Kitt Peak            | Spacewatch             |
| 305460 | 2008 DD19              | 27 de febrer de 2008 | Kitt Peak            | Spacewatch             |
| 305461 | 2008 DT23              | 24 de febrer de 2008 | Kitt Peak            | Spacewatch             |
| 305462 | 2008 DO24              | 28 de febrer de 2008 | Mount Lemmon         | Mt. Lemmon Survey      |
| 305463 | 2008 DN25              | 29 de febrer de 2008 | Purple Mountain      | PMO NEO Survey Program |
| 305464 | 2008 DB26              | 29 de febrer de 2008 | Purple Mountain      | PMO NEO Survey Program |
| 305465 | 2008 DE30              | 26 de febrer de 2008 | Kitt Peak            | Spacewatch             |
| 305466 | 2008 DW33              | 27 de febrer de 2008 | Catalina             | CSS                    |
| 305467 | 2008 DR36              | 27 de febrer de 2008 | Mount Lemmon         | Mt. Lemmon Survey      |
| 305468 | 2008 DU38              | 27 de febrer de 2008 | Catalina             | CSS                    |
| 305469 | 2008 DY38              | 27 de febrer de 2008 | Mount Lemmon         | Mt. Lemmon Survey      |
| 305470 | 2008 DE40              | 27 de febrer de 2008 | Catalina             | CSS                    |
| 305471 | 2008 DB46              | 28 de febrer de 2008 | Mount Lemmon         | Mt. Lemmon Survey      |
| 305472 | 2008 DM48              | 28 de febrer de 2008 | Kitt Peak            | Spacewatch             |
| 305473 | 2008 DS48              | 29 de febrer de 2008 | Catalina             | CSS                    |
| 305474 | 2008 DF49              | 29 de febrer de 2008 | Catalina             | CSS                    |
| 305475 | 2008 DT54              | 28 de febrer de 2008 | Catalina             | CSS                    |
| 305476 | 2008 DY56              | 27 de febrer de 2008 | Catalina             | CSS                    |
| 305477 | 2008 DU59              | 27 de febrer de 2008 | Mount Lemmon         | Mt. Lemmon Survey      |
| 305478 | 2008 DE62              | 28 de febrer de 2008 | Kitt Peak            | Spacewatch             |
| 305479 | 2008 DQ68              | 29 de febrer de 2008 | Kitt Peak            | Spacewatch             |
| 305480 | 2008 DT71              | 24 de febrer de 2008 | Kitt Peak            | Spacewatch             |
| 305481 | 2008 DZ72              | 26 de febrer de 2008 | Mount Lemmon         | Mt. Lemmon Survey      |
| 305482 | 2008 DG73              | 26 de febrer de 2008 | Mount Lemmon         | Mt. Lemmon Survey      |
| 305483 | 2008 DH74              | 28 de febrer de 2008 | Mount Lemmon         | Mt. Lemmon Survey      |
| 305484 | 2008 DB84              | 18 de febrer de 2008 | Mount Lemmon         | Mt. Lemmon Survey      |
| 305485 | 2008 DL88              | 18 de febrer de 2008 | Mount Lemmon         | Mt. Lemmon Survey      |
| 305486 | 2008 DC89              | 28 de febrer de 2008 | Kitt Peak            | Spacewatch             |
| 305487 | 2008 EZ1               | 1 de març de 2008    | Kitt Peak            | Spacewatch             |
| 305488 | 2008 ER3               | 1 de març de 2008    | Anderson Mesa        | LONEOS                 |
| 305489 | 2008 EN13              | 1 de març de 2008    | Kitt Peak            | Spacewatch             |
| 305490 | 2008 EC14              | 1 de març de 2008    | Kitt Peak            | Spacewatch             |
| 305491 | 2008 EK24              | 3 de març de 2008    | Mount Lemmon         | Mt. Lemmon Survey      |
| 305492 | 2008 ES35              | 3 de març de 2008    | Kitt Peak            | Spacewatch             |
| 305493 | 2008 EQ40              | 4 de març de 2008    | Kitt Peak            | Spacewatch             |
| 305494 | 2008 EQ47              | 5 de març de 2008    | Mount Lemmon         | Mt. Lemmon Survey      |
| 305495 | 2008 EK58              | 8 de març de 2008    | Kitt Peak            | Spacewatch             |
| 305496 | 2008 EN68              | 7 de març de 2008    | Catalina             | CSS                    |
| 305497 | 2008 EP74              | 7 de març de 2008    | Kitt Peak            | Spacewatch             |
| 305498 | 2008 EU74              | 7 de març de 2008    | Kitt Peak            | Spacewatch             |
| 305499 | 2008 EJ87              | 8 de març de 2008    | Catalina             | CSS                    |
| 305500 | 2008 EM96              | 7 de març de 2008    | Mount Lemmon         | Mt. Lemmon Survey      |

## 305501-305600
| Nom    | Designació provisional | Data de descobriment   | Lloc de descobriment | Descobridor/s                             |
| ------ | ---------------------- | ---------------------- | -------------------- | ----------------------------------------- |
| 305501 | 2008 EM98              | 3 de març de 2008      | Catalina             | CSS                                       |
| 305502 | 2008 EU100             | 8 de març de 2008      | Goodricke-Pigott     | R. A. Tucker                              |
| 305503 | 2008 EK108             | 7 de març de 2008      | Mount Lemmon         | Mt. Lemmon Survey                         |
| 305504 | 2008 ED109             | 7 de març de 2008      | Mount Lemmon         | Mt. Lemmon Survey                         |
| 305505 | 2008 EB116             | 8 de març de 2008      | Mount Lemmon         | Mt. Lemmon Survey                         |
| 305506 | 2008 EL116             | 8 de març de 2008      | Kitt Peak            | Spacewatch                                |
| 305507 | 2008 EK117             | 8 de març de 2008      | Kitt Peak            | Spacewatch                                |
| 305508 | 2008 EE146             | 11 de març de 2008     | Mount Lemmon         | Mt. Lemmon Survey                         |
| 305509 | 2008 ET146             | 10 de març de 2008     | Catalina             | CSS                                       |
| 305510 | 2008 EX148             | 2 de març de 2008      | Kitt Peak            | Spacewatch                                |
| 305511 | 2008 EE150             | 7 de març de 2008      | Catalina             | CSS                                       |
| 305512 | 2008 EU158             | 11 de març de 2008     | Kitt Peak            | Spacewatch                                |
| 305513 | 2008 EC163             | 8 de març de 2008      | Kitt Peak            | Spacewatch                                |
| 305514 | 2008 EB167             | 7 de març de 2008      | Mount Lemmon         | Mt. Lemmon Survey                         |
| 305515 | 2008 FF4               | 25 de març de 2008     | Kitt Peak            | Spacewatch                                |
| 305516 | 2008 FQ9               | 18 de novembre de 1995 | Kitt Peak            | Spacewatch                                |
| 305517 | 2008 FB11              | 26 de març de 2008     | Kitt Peak            | Spacewatch                                |
| 305518 | 2008 FG12              | 26 de març de 2008     | Mount Lemmon         | Mt. Lemmon Survey                         |
| 305519 | 2008 FE17              | 27 de març de 2008     | Kitt Peak            | Spacewatch                                |
| 305520 | 2008 FU18              | 27 de març de 2008     | Mount Lemmon         | Mt. Lemmon Survey                         |
| 305521 | 2008 FV19              | 27 de març de 2008     | Mount Lemmon         | Mt. Lemmon Survey                         |
| 305522 | 2008 FA35              | 28 de març de 2008     | Mount Lemmon         | Mt. Lemmon Survey                         |
| 305523 | 2008 FV36              | 28 de març de 2008     | Mount Lemmon         | Mt. Lemmon Survey                         |
| 305524 | 2008 FC43              | 28 de març de 2008     | Mount Lemmon         | Mt. Lemmon Survey                         |
| 305525 | 2008 FB60              | 29 de març de 2008     | Catalina             | CSS                                       |
| 305526 | 2008 FB64              | 28 de març de 2008     | Mount Lemmon         | Mt. Lemmon Survey                         |
| 305527 | 2008 FN91              | 29 de març de 2008     | Mount Lemmon         | Mt. Lemmon Survey                         |
| 305528 | 2008 FK123             | 28 de març de 2008     | Kitt Peak            | Spacewatch                                |
| 305529 | 2008 FS123             | 29 de març de 2008     | Kitt Peak            | Spacewatch                                |
| 305530 | 2008 FZ125             | 29 de març de 2008     | Piszkesteto          | K. Sarneczky                              |
| 305531 | 2008 GS2               | 5 d'abril de 2008      | Mount Lemmon         | Mt. Lemmon Survey                         |
| 305532 | 2008 GS7               | 1 d'abril de 2008      | Mount Lemmon         | Mt. Lemmon Survey                         |
| 305533 | 2008 GN10              | 1 d'abril de 2008      | Kitt Peak            | Spacewatch                                |
| 305534 | 2008 GW27              | 3 d'abril de 2008      | Mount Lemmon         | Mt. Lemmon Survey                         |
| 305535 | 2008 GE52              | 5 d'abril de 2008      | Mount Lemmon         | Mt. Lemmon Survey                         |
| 305536 | 2008 GU59              | 5 d'abril de 2008      | Kitt Peak            | Spacewatch                                |
| 305537 | 2008 GM64              | 6 d'abril de 2008      | Kitt Peak            | Spacewatch                                |
| 305538 | 2008 GR82              | 8 d'abril de 2008      | Kitt Peak            | Spacewatch                                |
| 305539 | 2008 GE129             | 1 d'abril de 2008      | Kitt Peak            | Spacewatch                                |
| 305540 | 2008 HB7               | 24 d'abril de 2008     | Mount Lemmon         | Mt. Lemmon Survey                         |
| 305541 | 2008 HN20              | 26 d'abril de 2008     | Mount Lemmon         | Mt. Lemmon Survey                         |
| 305542 | 2008 HU48              | 29 d'abril de 2008     | Kitt Peak            | Spacewatch                                |
| 305543 | 2008 QY40              | 25 d'agost de 2008     | Palomar              | M. E. Schwamb, M. E. Brown, D. Rabinowitz |
| 305544 | 2008 QS47              | 26 de juny de 2007     | Kitt Peak            | Spacewatch                                |
| 305545 | 2008 SO73              | 23 de setembre de 2008 | Kitt Peak            | Spacewatch                                |
| 305546 | 2008 SP211             | 28 de setembre de 2008 | Mount Lemmon         | Mt. Lemmon Survey                         |
| 305547 | 2008 SY256             | 21 de setembre de 2008 | Catalina             | CSS                                       |
| 305548 | 2008 TO22              | 1 d'octubre de 2008    | Kitt Peak            | Spacewatch                                |
| 305549 | 2008 UV38              | 20 d'octubre de 2008   | Kitt Peak            | Spacewatch                                |
| 305550 | 2008 UL70              | 21 d'octubre de 2008   | Kitt Peak            | Spacewatch                                |
| 305551 | 2008 UJ119             | 22 d'octubre de 2008   | Kitt Peak            | Spacewatch                                |
| 305552 | 2008 UC126             | 22 d'octubre de 2008   | Kitt Peak            | Spacewatch                                |
| 305553 | 2008 UL182             | 24 d'octubre de 2008   | Mount Lemmon         | Mt. Lemmon Survey                         |
| 305554 | 2008 UM187             | 24 d'octubre de 2008   | Kitt Peak            | Spacewatch                                |
| 305555 | 2008 UM217             | 25 d'octubre de 2008   | Kitt Peak            | Spacewatch                                |
| 305556 | 2008 UG270             | 28 d'octubre de 2008   | Kitt Peak            | Spacewatch                                |
| 305557 | 2008 UJ282             | 28 d'octubre de 2008   | Kitt Peak            | Spacewatch                                |
| 305558 | 2008 UT304             | 29 d'octubre de 2008   | Mount Lemmon         | Mt. Lemmon Survey                         |
| 305559 | 2008 UQ336             | 23 d'octubre de 2008   | Kitt Peak            | Spacewatch                                |
| 305560 | 2008 UR370             | 31 d'octubre de 2008   | Mount Lemmon         | Mt. Lemmon Survey                         |
| 305561 | 2008 VA23              | 1 de novembre de 2008  | Mount Lemmon         | Mt. Lemmon Survey                         |
| 305562 | 2008 VT39              | 2 de novembre de 2008  | Kitt Peak            | Spacewatch                                |
| 305563 | 2008 VL58              | 6 de novembre de 2008  | Kitt Peak            | Spacewatch                                |
| 305564 | 2008 VO76              | 1 de novembre de 2008  | Mount Lemmon         | Mt. Lemmon Survey                         |
| 305565 | 2008 WH42              | 17 de novembre de 2008 | Kitt Peak            | Spacewatch                                |
| 305566 | 2008 WK45              | 8 de novembre de 2008  | Kitt Peak            | Spacewatch                                |
| 305567 | 2008 WC58              | 20 de novembre de 2008 | Mount Lemmon         | Mt. Lemmon Survey                         |
| 305568 | 2008 WR72              | 19 de novembre de 2008 | Kitt Peak            | Spacewatch                                |
| 305569 | 2008 WG89              | 21 de novembre de 2008 | Mount Lemmon         | Mt. Lemmon Survey                         |
| 305570 | 2008 WG113             | 30 de novembre de 2008 | Kitt Peak            | Spacewatch                                |
| 305571 | 2008 WZ139             | 24 de novembre de 2008 | Mount Lemmon         | Mt. Lemmon Survey                         |
| 305572 | 2008 WE140             | 24 de novembre de 2008 | Mount Lemmon         | Mt. Lemmon Survey                         |
| 305573 | 2008 XJ3               | 6 de desembre de 2008  | Bisei SG Center      | BATTeRS                                   |
| 305574 | 2008 XA30              | 1 de desembre de 2008  | Kitt Peak            | Spacewatch                                |
| 305575 | 2008 XO37              | 2 de desembre de 2008  | Kitt Peak            | Spacewatch                                |
| 305576 | 2008 XC47              | 4 de desembre de 2008  | Catalina             | CSS                                       |
| 305577 | 2008 YY5               | 22 de desembre de 2008 | Piszkesteto          | K. Sarneczky                              |
| 305578 | 2008 YZ12              | 21 de desembre de 2008 | Kitt Peak            | Spacewatch                                |
| 305579 | 2008 YG17              | 21 de desembre de 2008 | Mount Lemmon         | Mt. Lemmon Survey                         |
| 305580 | 2008 YO22              | 21 de desembre de 2008 | Mount Lemmon         | Mt. Lemmon Survey                         |
| 305581 | 2008 YU42              | 29 de desembre de 2008 | Kitt Peak            | Spacewatch                                |
| 305582 | 2008 YX44              | 25 de gener de 1998    | Modra                | A. Galad                                  |
| 305583 | 2008 YP46              | 29 de desembre de 2008 | Mount Lemmon         | Mt. Lemmon Survey                         |
| 305584 | 2008 YX47              | 29 de desembre de 2008 | Kitt Peak            | Spacewatch                                |
| 305585 | 2008 YP50              | 29 de desembre de 2008 | Mount Lemmon         | Mt. Lemmon Survey                         |
| 305586 | 2008 YC53              | 29 de desembre de 2008 | Mount Lemmon         | Mt. Lemmon Survey                         |
| 305587 | 2008 YC63              | 30 de desembre de 2008 | Mount Lemmon         | Mt. Lemmon Survey                         |
| 305588 | 2008 YM64              | 30 de desembre de 2008 | Mount Lemmon         | Mt. Lemmon Survey                         |
| 305589 | 2008 YG75              | 30 de desembre de 2008 | Mount Lemmon         | Mt. Lemmon Survey                         |
| 305590 | 2008 YD87              | 29 de desembre de 2008 | Kitt Peak            | Spacewatch                                |
| 305591 | 2008 YA88              | 29 de desembre de 2008 | Kitt Peak            | Spacewatch                                |
| 305592 | 2008 YO95              | 22 de setembre de 2003 | Kitt Peak            | Spacewatch                                |
| 305593 | 2008 YR95              | 29 de desembre de 2008 | Kitt Peak            | Spacewatch                                |
| 305594 | 2008 YL100             | 29 de desembre de 2008 | Kitt Peak            | Spacewatch                                |
| 305595 | 2008 YD106             | 29 de desembre de 2008 | Kitt Peak            | Spacewatch                                |
| 305596 | 2008 YQ108             | 29 de desembre de 2008 | Kitt Peak            | Spacewatch                                |
| 305597 | 2008 YY118             | 29 de desembre de 2008 | Kitt Peak            | Spacewatch                                |
| 305598 | 2008 YF120             | 30 de desembre de 2008 | Kitt Peak            | Spacewatch                                |
| 305599 | 2008 YB124             | 30 de desembre de 2008 | Kitt Peak            | Spacewatch                                |
| 305600 | 2008 YC127             | 30 de desembre de 2008 | Kitt Peak            | Spacewatch                                |

## 305601-305700
| Nom             | Designació provisional | Data de descobriment   | Lloc de descobriment | Descobridor/s          |
| --------------- | ---------------------- | ---------------------- | -------------------- | ---------------------- |
| 305601          | 2008 YC134             | 30 de desembre de 2008 | Kitt Peak            | Spacewatch             |
| 305602          | 2008 YN135             | 30 de desembre de 2008 | La Sagra             | La Sagra               |
| 305603          | 2008 YV135             | 30 de desembre de 2008 | Kitt Peak            | Spacewatch             |
| 305604          | 2008 YW144             | 30 de desembre de 2008 | Kitt Peak            | Spacewatch             |
| 305605          | 2008 YZ152             | 30 de desembre de 2008 | Mount Lemmon         | Mt. Lemmon Survey      |
| 305606          | 2008 YF154             | 22 de desembre de 2008 | Kitt Peak            | Spacewatch             |
| 305607          | 2008 YR156             | 30 de desembre de 2008 | Mount Lemmon         | Mt. Lemmon Survey      |
| 305608          | 2008 YG157             | 29 de desembre de 2008 | Kitt Peak            | Spacewatch             |
| 305609          | 2008 YH158             | 31 de desembre de 2008 | Mount Lemmon         | Mt. Lemmon Survey      |
| 305610          | 2008 YL158             | 31 de desembre de 2008 | Mount Lemmon         | Mt. Lemmon Survey      |
| 305611          | 2008 YW159             | 22 de desembre de 2008 | Mount Lemmon         | Mt. Lemmon Survey      |
| 305612          | 2008 YY160             | 30 de desembre de 2008 | Catalina             | CSS                    |
| 305613          | 2008 YE170             | 22 de desembre de 2008 | Socorro              | LINEAR                 |
| 305614          | 2008 YV170             | 31 de desembre de 2008 | Kitt Peak            | Spacewatch             |
| 305615          | 2009 AL1               | 2 de gener de 2009     | Weihai               | Shandong University    |
| 305616          | 2009 AM10              | 2 de gener de 2009     | Mount Lemmon         | Mt. Lemmon Survey      |
| 305617          | 2009 AX15              | 15 de gener de 2009    | Farra d'Isonzo       | Farra d'Isonzo         |
| 305618          | 2009 AN19              | 2 de gener de 2009     | Mount Lemmon         | Mt. Lemmon Survey      |
| 305619          | 2009 AP23              | 3 de gener de 2009     | Kitt Peak            | Spacewatch             |
| 305620          | 2009 AT24              | 3 de gener de 2009     | Kitt Peak            | Spacewatch             |
| 305621          | 2009 AE29              | 15 de gener de 2009    | Kitt Peak            | Spacewatch             |
| 305622          | 2009 AV30              | 15 de gener de 2009    | Kitt Peak            | Spacewatch             |
| 305623          | 2009 AD32              | 15 de gener de 2009    | Kitt Peak            | Spacewatch             |
| 305624          | 2009 AD33              | 15 de gener de 2009    | Kitt Peak            | Spacewatch             |
| 305625          | 2009 AJ36              | 15 de gener de 2009    | Kitt Peak            | Spacewatch             |
| 305626          | 2009 AH41              | 15 de gener de 2009    | Kitt Peak            | Spacewatch             |
| 305627          | 2009 AO45              | 2 de gener de 2009     | Kitt Peak            | Spacewatch             |
| 305628          | 2009 BQ2               | 19 de gener de 2009    | Mayhill              | A. Lowe                |
| 305629          | 2009 BM8               | 17 de gener de 2009    | Socorro              | LINEAR                 |
| 305630          | 2009 BS9               | 18 de gener de 2009    | Socorro              | LINEAR                 |
| 305631          | 2009 BN12              | 26 de gener de 2009    | Wildberg             | R. Apitzsch            |
| 305632          | 2009 BB13              | 22 de gener de 2009    | Socorro              | LINEAR                 |
| 305633          | 2009 BY22              | 17 de gener de 2009    | Kitt Peak            | Spacewatch             |
| 305634          | 2009 BC25              | 18 de gener de 2009    | Kitt Peak            | Spacewatch             |
| 305635          | 2009 BM25              | 19 de gener de 2009    | Mount Lemmon         | Mt. Lemmon Survey      |
| 305636          | 2009 BR30              | 16 de gener de 2009    | Kitt Peak            | Spacewatch             |
| 305637          | 2009 BG31              | 16 de gener de 2009    | Kitt Peak            | Spacewatch             |
| 305638          | 2009 BD36              | 16 de gener de 2009    | Kitt Peak            | Spacewatch             |
| 305639          | 2009 BA39              | 16 de gener de 2009    | Kitt Peak            | Spacewatch             |
| 305640          | 2009 BZ39              | 16 de gener de 2009    | Kitt Peak            | Spacewatch             |
| 305641          | 2009 BD40              | 16 de gener de 2009    | Kitt Peak            | Spacewatch             |
| 305642          | 2009 BR41              | 16 de gener de 2009    | Kitt Peak            | Spacewatch             |
| 305643          | 2009 BP42              | 16 de gener de 2009    | Kitt Peak            | Spacewatch             |
| 305644          | 2009 BA44              | 16 de gener de 2009    | Kitt Peak            | Spacewatch             |
| 305645          | 2009 BH45              | 16 de gener de 2009    | Kitt Peak            | Spacewatch             |
| 305646          | 2009 BX47              | 16 de gener de 2009    | Mount Lemmon         | Mt. Lemmon Survey      |
| 305647          | 2009 BG51              | 16 de gener de 2009    | Kitt Peak            | Spacewatch             |
| 305648          | 2009 BW51              | 16 de gener de 2009    | Mount Lemmon         | Mt. Lemmon Survey      |
| 305649          | 2009 BF53              | 16 de gener de 2009    | Mount Lemmon         | Mt. Lemmon Survey      |
| 305650          | 2009 BW54              | 16 de gener de 2009    | Mount Lemmon         | Mt. Lemmon Survey      |
| 305651          | 2009 BL55              | 16 de gener de 2009    | Mount Lemmon         | Mt. Lemmon Survey      |
| 305652          | 2009 BB56              | 17 de gener de 2009    | Catalina             | CSS                    |
| 305653          | 2009 BW57              | 20 de gener de 2009    | Kitt Peak            | Spacewatch             |
| 305654          | 2009 BY61              | 18 de gener de 2009    | Mount Lemmon         | Mt. Lemmon Survey      |
| 305655          | 2009 BZ64              | 20 de gener de 2009    | Kitt Peak            | Spacewatch             |
| 305656          | 2009 BU68              | 25 de gener de 2009    | Kitt Peak            | Spacewatch             |
| 305657          | 2009 BS69              | 25 de gener de 2009    | Catalina             | CSS                    |
| 305658          | 2009 BD71              | 26 de gener de 2009    | Purple Mountain      | PMO NEO Survey Program |
| 305659          | 2009 BE73              | 29 de gener de 2009    | Socorro              | LINEAR                 |
| 305660 Romyhaag | 2009 BJ73              | 29 de gener de 2009    | Calar Alto           | F. Hormuth             |
| 305661          | 2009 BN73              | 29 de gener de 2009    | Calar Alto           | F. Hormuth             |
| 305662          | 2009 BM76              | 26 de gener de 2009    | Purple Mountain      | PMO NEO Survey Program |
| 305663          | 2009 BP77              | 25 de gener de 2009    | Socorro              | LINEAR                 |
| 305664          | 2009 BH80              | 31 de gener de 2009    | Socorro              | LINEAR                 |
| 305665          | 2009 BM80              | 31 de gener de 2009    | Socorro              | LINEAR                 |
| 305666          | 2009 BY80              | 31 de gener de 2009    | Sierra Stars         | F. Tozzi               |
| 305667          | 2009 BF83              | 20 de gener de 2009    | Catalina             | CSS                    |
| 305668          | 2009 BN85              | 25 de gener de 2009    | Kitt Peak            | Spacewatch             |
| 305669          | 2009 BZ89              | 25 de gener de 2009    | Kitt Peak            | Spacewatch             |
| 305670          | 2009 BL90              | 25 de gener de 2009    | Kitt Peak            | Spacewatch             |
| 305671          | 2009 BA93              | 25 de gener de 2009    | Kitt Peak            | Spacewatch             |
| 305672          | 2009 BF93              | 25 de gener de 2009    | Kitt Peak            | Spacewatch             |
| 305673          | 2009 BH93              | 25 de gener de 2009    | Kitt Peak            | Spacewatch             |
| 305674          | 2009 BX93              | 25 de gener de 2009    | Kitt Peak            | Spacewatch             |
| 305675          | 2009 BO99              | 28 de gener de 2009    | Catalina             | CSS                    |
| 305676          | 2009 BF100             | 29 de gener de 2009    | Kitt Peak            | Spacewatch             |
| 305677          | 2009 BA104             | 25 de gener de 2009    | Kitt Peak            | Spacewatch             |
| 305678          | 2009 BS104             | 25 de gener de 2009    | Kitt Peak            | Spacewatch             |
| 305679          | 2009 BP106             | 26 de gener de 2009    | Purple Mountain      | PMO NEO Survey Program |
| 305680          | 2009 BH107             | 29 de gener de 2009    | Kitt Peak            | Spacewatch             |
| 305681          | 2009 BR107             | 29 de gener de 2009    | Mount Lemmon         | Mt. Lemmon Survey      |
| 305682          | 2009 BA115             | 26 de gener de 2009    | Kitt Peak            | Spacewatch             |
| 305683          | 2009 BK117             | 29 de gener de 2009    | Mount Lemmon         | Mt. Lemmon Survey      |
| 305684          | 2009 BB124             | 31 de gener de 2009    | Kitt Peak            | Spacewatch             |
| 305685          | 2009 BY124             | 31 de gener de 2009    | Kitt Peak            | Spacewatch             |
| 305686          | 2009 BF125             | 31 de gener de 2009    | Kitt Peak            | Spacewatch             |
| 305687          | 2009 BM125             | 26 de gener de 2009    | Mount Lemmon         | Mt. Lemmon Survey      |
| 305688          | 2009 BF127             | 29 de gener de 2009    | Kitt Peak            | Spacewatch             |
| 305689          | 2009 BS129             | 30 de gener de 2009    | Mount Lemmon         | Mt. Lemmon Survey      |
| 305690          | 2009 BB130             | 31 de gener de 2009    | Mount Lemmon         | Mt. Lemmon Survey      |
| 305691          | 2009 BH130             | 31 de gener de 2009    | Mount Lemmon         | Mt. Lemmon Survey      |
| 305692          | 2009 BT130             | 31 de gener de 2009    | Mount Lemmon         | Mt. Lemmon Survey      |
| 305693          | 2009 BB131             | 31 de gener de 2009    | Mount Lemmon         | Mt. Lemmon Survey      |
| 305694          | 2009 BM138             | 29 de gener de 2009    | Kitt Peak            | Spacewatch             |
| 305695          | 2009 BT146             | 30 de gener de 2009    | Mount Lemmon         | Mt. Lemmon Survey      |
| 305696          | 2009 BA147             | 30 de gener de 2009    | Mount Lemmon         | Mt. Lemmon Survey      |
| 305697          | 2009 BR149             | 31 de gener de 2009    | Kitt Peak            | Spacewatch             |
| 305698          | 2009 BE157             | 31 de gener de 2009    | Kitt Peak            | Spacewatch             |
| 305699          | 2009 BY157             | 31 de gener de 2009    | Kitt Peak            | Spacewatch             |
| 305700          | 2009 BR165             | 31 de gener de 2009    | Kitt Peak            | Spacewatch             |

## 305701-305800
| Nom    | Designació provisional | Data de descobriment  | Lloc de descobriment | Descobridor/s     |
| ------ | ---------------------- | --------------------- | -------------------- | ----------------- |
| 305701 | 2009 BV166             | 31 de gener de 2009   | Mount Lemmon         | Mt. Lemmon Survey |
| 305702 | 2009 BO168             | 25 de gener de 2009   | Cerro Burek          | Cerro Burek       |
| 305703 | 2009 BE169             | 29 de gener de 2009   | Cerro Burek          | Cerro Burek       |
| 305704 | 2009 BG172             | 18 de gener de 2009   | Kitt Peak            | Spacewatch        |
| 305705 | 2009 BD175             | 26 de gener de 2009   | Catalina             | CSS               |
| 305706 | 2009 BR176             | 31 de gener de 2009   | Kitt Peak            | Spacewatch        |
| 305707 | 2009 BS176             | 31 de gener de 2009   | Kitt Peak            | Spacewatch        |
| 305708 | 2009 BA177             | 18 de gener de 2009   | Kitt Peak            | Spacewatch        |
| 305709 | 2009 BN178             | 20 de gener de 2009   | Mount Lemmon         | Mt. Lemmon Survey |
| 305710 | 2009 BU179             | 18 de gener de 2009   | Kitt Peak            | Spacewatch        |
| 305711 | 2009 BF181             | 17 de gener de 2009   | Mount Lemmon         | Mt. Lemmon Survey |
| 305712 | 2009 BJ181             | 18 de gener de 2009   | Catalina             | CSS               |
| 305713 | 2009 BG182             | 16 de gener de 2009   | Kitt Peak            | Spacewatch        |
| 305714 | 2009 BL182             | 17 de gener de 2009   | Kitt Peak            | Spacewatch        |
| 305715 | 2009 BU188             | 30 de gener de 2009   | Mount Lemmon         | Mt. Lemmon Survey |
| 305716 | 2009 CQ6               | 14 de febrer de 2009  | Great Shefford       | P. Birtwhistle    |
| 305717 | 2009 CH7               | 1 de febrer de 2009   | Catalina             | CSS               |
| 305718 | 2009 CC11              | 1 de febrer de 2009   | Mount Lemmon         | Mt. Lemmon Survey |
| 305719 | 2009 CF14              | 2 de febrer de 2009   | Mount Lemmon         | Mt. Lemmon Survey |
| 305720 | 2009 CM20              | 1 de febrer de 2009   | Kitt Peak            | Spacewatch        |
| 305721 | 2009 CH26              | 1 de febrer de 2009   | Kitt Peak            | Spacewatch        |
| 305722 | 2009 CS28              | 1 de febrer de 2009   | Kitt Peak            | Spacewatch        |
| 305723 | 2009 CT28              | 1 de febrer de 2009   | Kitt Peak            | Spacewatch        |
| 305724 | 2009 CX28              | 1 de febrer de 2009   | Kitt Peak            | Spacewatch        |
| 305725 | 2009 CD33              | 1 de febrer de 2009   | Kitt Peak            | Spacewatch        |
| 305726 | 2009 CK33              | 1 de febrer de 2009   | Kitt Peak            | Spacewatch        |
| 305727 | 2009 CF37              | 4 de febrer de 2009   | Catalina             | CSS               |
| 305728 | 2009 CD38              | 15 de febrer de 2009  | Dauban               | F. Kugel          |
| 305729 | 2009 CM38              | 13 de febrer de 2009  | Kitt Peak            | Spacewatch        |
| 305730 | 2009 CW38              | 13 de febrer de 2009  | Kitt Peak            | Spacewatch        |
| 305731 | 2009 CM39              | 14 de febrer de 2009  | Kitt Peak            | Spacewatch        |
| 305732 | 2009 CM42              | 13 de febrer de 2009  | Kitt Peak            | Spacewatch        |
| 305733 | 2009 CU44              | 14 de febrer de 2009  | Mount Lemmon         | Mt. Lemmon Survey |
| 305734 | 2009 CY44              | 14 de febrer de 2009  | Mount Lemmon         | Mt. Lemmon Survey |
| 305735 | 2009 CG46              | 14 de febrer de 2009  | Kitt Peak            | Spacewatch        |
| 305736 | 2009 CJ47              | 14 de febrer de 2009  | Kitt Peak            | Spacewatch        |
| 305737 | 2009 CM47              | 14 de febrer de 2009  | Kitt Peak            | Spacewatch        |
| 305738 | 2009 CC48              | 14 de febrer de 2009  | Kitt Peak            | Spacewatch        |
| 305739 | 2009 CH55              | 3 de novembre de 2004 | Kitt Peak            | Spacewatch        |
| 305740 | 2009 CC57              | 13 de febrer de 2009  | Kitt Peak            | Spacewatch        |
| 305741 | 2009 CP57              | 2 de febrer de 2009   | Catalina             | CSS               |
| 305742 | 2009 CD59              | 5 de febrer de 2009   | Mount Lemmon         | Mt. Lemmon Survey |
| 305743 | 2009 CC62              | 1 de febrer de 2009   | Mount Lemmon         | Mt. Lemmon Survey |
| 305744 | 2009 CE62              | 2 de febrer de 2009   | Mount Lemmon         | Mt. Lemmon Survey |
| 305745 | 2009 CC64              | 2 de febrer de 2009   | Catalina             | CSS               |
| 305746 | 2009 CT65              | 3 de febrer de 2009   | Kitt Peak            | Spacewatch        |
| 305747 | 2009 DF2               | 16 de febrer de 2009  | Dauban               | F. Kugel          |
| 305748 | 2009 DS3               | 16 de febrer de 2009  | Bisei SG Center      | BATTeRS           |
| 305749 | 2009 DF5               | 20 de febrer de 2009  | Calar Alto           | F. Hormuth        |
| 305750 | 2009 DX6               | 17 de febrer de 2009  | Kitt Peak            | Spacewatch        |
| 305751 | 2009 DR7               | 19 de febrer de 2009  | Kitt Peak            | Spacewatch        |
| 305752 | 2009 DX7               | 19 de febrer de 2009  | Mount Lemmon         | Mt. Lemmon Survey |
| 305753 | 2009 DT8               | 19 de febrer de 2009  | Mount Lemmon         | Mt. Lemmon Survey |
| 305754 | 2009 DS11              | 21 de febrer de 2009  | Tzec Maun            | S. Karge          |
| 305755 | 2009 DX11              | 17 de febrer de 2009  | Socorro              | LINEAR            |
| 305756 | 2009 DW12              | 16 de febrer de 2009  | Kitt Peak            | Spacewatch        |
| 305757 | 2009 DR15              | 16 de febrer de 2009  | La Sagra             | La Sagra          |
| 305758 | 2009 DW15              | 16 de febrer de 2009  | La Sagra             | La Sagra          |
| 305759 | 2009 DC16              | 17 de febrer de 2009  | La Sagra             | La Sagra          |
| 305760 | 2009 DD17              | 21 de febrer de 2009  | La Sagra             | La Sagra          |
| 305761 | 2009 DR24              | 21 de febrer de 2009  | Kitt Peak            | Spacewatch        |
| 305762 | 2009 DU24              | 21 de febrer de 2009  | Kitt Peak            | Spacewatch        |
| 305763 | 2009 DW30              | 23 de febrer de 2009  | Calar Alto           | F. Hormuth        |
| 305764 | 2009 DE31              | 22 de febrer de 2009  | La Sagra             | La Sagra          |
| 305765 | 2009 DS32              | 20 de febrer de 2009  | Kitt Peak            | Spacewatch        |
| 305766 | 2009 DT32              | 20 de febrer de 2009  | Kitt Peak            | Spacewatch        |
| 305767 | 2009 DG33              | 20 de febrer de 2009  | Kitt Peak            | Spacewatch        |
| 305768 | 2009 DU37              | 23 de febrer de 2009  | Calar Alto           | F. Hormuth        |
| 305769 | 2009 DH40              | 23 de febrer de 2009  | Dauban               | F. Kugel          |
| 305770 | 2009 DZ40              | 16 de febrer de 2009  | La Sagra             | La Sagra          |
| 305771 | 2009 DS41              | 18 de febrer de 2009  | La Sagra             | La Sagra          |
| 305772 | 2009 DF42              | 22 de febrer de 2009  | La Sagra             | La Sagra          |
| 305773 | 2009 DQ42              | 18 de febrer de 2009  | La Sagra             | La Sagra          |
| 305774 | 2009 DY45              | 23 de febrer de 2009  | Socorro              | LINEAR            |
| 305775 | 2009 DC46              | 25 de febrer de 2009  | Marly                | P. Kocher         |
| 305776 | 2009 DE46              | 27 de febrer de 2009  | Vicques              | M. Ory            |
| 305777 | 2009 DO47              | 29 de gener de 2009   | Mount Lemmon         | Mt. Lemmon Survey |
| 305778 | 2009 DM49              | 19 de febrer de 2009  | Kitt Peak            | Spacewatch        |
| 305779 | 2009 DV49              | 19 de febrer de 2009  | Kitt Peak            | Spacewatch        |
| 305780 | 2009 DW49              | 19 de febrer de 2009  | Kitt Peak            | Spacewatch        |
| 305781 | 2009 DE50              | 19 de febrer de 2009  | Kitt Peak            | Spacewatch        |
| 305782 | 2009 DS51              | 22 de febrer de 2009  | Kitt Peak            | Spacewatch        |
| 305783 | 2009 DZ52              | 22 de febrer de 2009  | Kitt Peak            | Spacewatch        |
| 305784 | 2009 DL53              | 22 de febrer de 2009  | Kitt Peak            | Spacewatch        |
| 305785 | 2009 DK56              | 22 de febrer de 2009  | Kitt Peak            | Spacewatch        |
| 305786 | 2009 DX62              | 22 de febrer de 2009  | Kitt Peak            | Spacewatch        |
| 305787 | 2009 DU64              | 19 de febrer de 2009  | Kitt Peak            | Spacewatch        |
| 305788 | 2009 DF70              | 26 de febrer de 2009  | Catalina             | CSS               |
| 305789 | 2009 DK71              | 18 de febrer de 2009  | La Sagra             | La Sagra          |
| 305790 | 2009 DG75              | 19 de febrer de 2009  | Catalina             | CSS               |
| 305791 | 2009 DH75              | 19 de febrer de 2009  | Catalina             | CSS               |
| 305792 | 2009 DV75              | 21 de febrer de 2009  | Mount Lemmon         | Mt. Lemmon Survey |
| 305793 | 2009 DA76              | 21 de febrer de 2009  | Mount Lemmon         | Mt. Lemmon Survey |
| 305794 | 2009 DW81              | 24 de febrer de 2009  | Kitt Peak            | Spacewatch        |
| 305795 | 2009 DK82              | 24 de febrer de 2009  | Kitt Peak            | Spacewatch        |
| 305796 | 2009 DP84              | 26 de febrer de 2009  | Kitt Peak            | Spacewatch        |
| 305797 | 2009 DU84              | 26 de febrer de 2009  | Kitt Peak            | Spacewatch        |
| 305798 | 2009 DB86              | 27 de febrer de 2009  | Kitt Peak            | Spacewatch        |
| 305799 | 2009 DR88              | 22 de febrer de 2009  | Kitt Peak            | Spacewatch        |
| 305800 | 2009 DW89              | 26 de febrer de 2009  | Mount Lemmon         | Mt. Lemmon Survey |

## 305801-305900
| Nom    | Designació provisional | Data de descobriment | Lloc de descobriment | Descobridor/s     |
| ------ | ---------------------- | -------------------- | -------------------- | ----------------- |
| 305801 | 2009 DD90              | 26 de febrer de 2009 | Kitt Peak            | Spacewatch        |
| 305802 | 2009 DH92              | 28 de febrer de 2009 | Kitt Peak            | Spacewatch        |
| 305803 | 2009 DY92              | 28 de febrer de 2009 | Mount Lemmon         | Mt. Lemmon Survey |
| 305804 | 2009 DC93              | 28 de febrer de 2009 | Mount Lemmon         | Mt. Lemmon Survey |
| 305805 | 2009 DO95              | 25 de febrer de 2009 | Catalina             | CSS               |
| 305806 | 2009 DU95              | 21 d'octubre de 2007 | Kitt Peak            | Spacewatch        |
| 305807 | 2009 DB97              | 26 de febrer de 2009 | Kitt Peak            | Spacewatch        |
| 305808 | 2009 DE100             | 26 de febrer de 2009 | Kitt Peak            | Spacewatch        |
| 305809 | 2009 DQ100             | 26 de febrer de 2009 | Kitt Peak            | Spacewatch        |
| 305810 | 2009 DZ101             | 26 de febrer de 2009 | Kitt Peak            | Spacewatch        |
| 305811 | 2009 DH105             | 26 de febrer de 2009 | Kitt Peak            | Spacewatch        |
| 305812 | 2009 DK105             | 26 de febrer de 2009 | Kitt Peak            | Spacewatch        |
| 305813 | 2009 DM105             | 26 de febrer de 2009 | Kitt Peak            | Spacewatch        |
| 305814 | 2009 DS107             | 24 de febrer de 2009 | Catalina             | CSS               |
| 305815 | 2009 DT109             | 19 de febrer de 2009 | Catalina             | CSS               |
| 305816 | 2009 DN113             | 27 de febrer de 2009 | Kitt Peak            | Spacewatch        |
| 305817 | 2009 DV119             | 27 de febrer de 2009 | Kitt Peak            | Spacewatch        |
| 305818 | 2009 DZ120             | 27 de febrer de 2009 | Kitt Peak            | Spacewatch        |
| 305819 | 2009 DM122             | 27 de febrer de 2009 | Kitt Peak            | Spacewatch        |
| 305820 | 2009 DR124             | 19 de febrer de 2009 | Kitt Peak            | Spacewatch        |
| 305821 | 2009 DZ124             | 19 de febrer de 2009 | Kitt Peak            | Spacewatch        |
| 305822 | 2009 DN125             | 19 de febrer de 2009 | Kitt Peak            | Spacewatch        |
| 305823 | 2009 DU126             | 20 de febrer de 2009 | Kitt Peak            | Spacewatch        |
| 305824 | 2009 DA127             | 20 de febrer de 2009 | Kitt Peak            | Spacewatch        |
| 305825 | 2009 DB127             | 20 de febrer de 2009 | Kitt Peak            | Spacewatch        |
| 305826 | 2009 DG127             | 20 de febrer de 2009 | Mount Lemmon         | Mt. Lemmon Survey |
| 305827 | 2009 DK128             | 21 de febrer de 2009 | Kitt Peak            | Spacewatch        |
| 305828 | 2009 DM128             | 22 de febrer de 2009 | Kitt Peak            | Spacewatch        |
| 305829 | 2009 DS128             | 24 de febrer de 2009 | Kitt Peak            | Spacewatch        |
| 305830 | 2009 DW128             | 24 de febrer de 2009 | Kitt Peak            | Spacewatch        |
| 305831 | 2009 DN129             | 28 d'agost de 2006   | Kitt Peak            | Spacewatch        |
| 305832 | 2009 DD133             | 27 de febrer de 2009 | Kitt Peak            | Spacewatch        |
| 305833 | 2009 DN133             | 27 de febrer de 2009 | Kitt Peak            | Spacewatch        |
| 305834 | 2009 DK136             | 20 de febrer de 2009 | Kitt Peak            | Spacewatch        |
| 305835 | 2009 DE137             | 19 de febrer de 2009 | Catalina             | CSS               |
| 305836 | 2009 DJ137             | 19 de febrer de 2009 | Kitt Peak            | Spacewatch        |
| 305837 | 2009 DV137             | 19 de febrer de 2009 | Kitt Peak            | Spacewatch        |
| 305838 | 2009 DM138             | 20 de febrer de 2009 | Kitt Peak            | Spacewatch        |
| 305839 | 2009 DN138             | 20 de febrer de 2009 | Kitt Peak            | Spacewatch        |
| 305840 | 2009 DT138             | 20 de febrer de 2009 | Kitt Peak            | Spacewatch        |
| 305841 | 2009 DJ139             | 27 de febrer de 2009 | Mount Lemmon         | Mt. Lemmon Survey |
| 305842 | 2009 DY142             | 27 de febrer de 2009 | Kitt Peak            | Spacewatch        |
| 305843 | 2009 EB                | 1 de març de 2009    | Mayhill              | A. Lowe           |
| 305844 | 2009 EQ1               | 2 de març de 2009    | Calvin-Rehoboth      | Calvin College    |
| 305845 | 2009 EK3               | 15 de març de 2009   | Sandlot              | G. Hug            |
| 305846 | 2009 EW3               | 15 de març de 2009   | La Sagra             | La Sagra          |
| 305847 | 2009 EJ4               | 15 de març de 2009   | La Sagra             | La Sagra          |
| 305848 | 2009 EM4               | 15 de març de 2009   | La Sagra             | La Sagra          |
| 305849 | 2009 EW4               | 15 de març de 2009   | La Sagra             | La Sagra          |
| 305850 | 2009 EO5               | 1 de març de 2009    | Mount Lemmon         | Mt. Lemmon Survey |
| 305851 | 2009 EB6               | 1 de març de 2009    | Kitt Peak            | Spacewatch        |
| 305852 | 2009 EE7               | 2 de març de 2009    | Mount Lemmon         | Mt. Lemmon Survey |
| 305853 | 2009 EV9               | 1 de març de 2009    | Kitt Peak            | Spacewatch        |
| 305854 | 2009 EM10              | 1 de març de 2009    | Kitt Peak            | Spacewatch        |
| 305855 | 2009 EB11              | 2 de març de 2009    | Kitt Peak            | Spacewatch        |
| 305856 | 2009 ED13              | 15 de març de 2009   | Kitt Peak            | Spacewatch        |
| 305857 | 2009 EA16              | 15 de març de 2009   | Kitt Peak            | Spacewatch        |
| 305858 | 2009 EY16              | 15 de març de 2009   | Kitt Peak            | Spacewatch        |
| 305859 | 2009 EG18              | 15 de març de 2009   | Kitt Peak            | Spacewatch        |
| 305860 | 2009 EB20              | 15 de març de 2009   | La Sagra             | La Sagra          |
| 305861 | 2009 EL24              | 2 de març de 2009    | Kitt Peak            | Spacewatch        |
| 305862 | 2009 EV24              | 3 de març de 2009    | Kitt Peak            | Spacewatch        |
| 305863 | 2009 EO25              | 3 de març de 2009    | Mount Lemmon         | Mt. Lemmon Survey |
| 305864 | 2009 ER25              | 7 de març de 2009    | Mount Lemmon         | Mt. Lemmon Survey |
| 305865 | 2009 EW25              | 7 de març de 2009    | Mount Lemmon         | Mt. Lemmon Survey |
| 305866 | 2009 EZ28              | 1 de març de 2009    | Kitt Peak            | Spacewatch        |
| 305867 | 2009 EC29              | 1 de març de 2009    | Kitt Peak            | Spacewatch        |
| 305868 | 2009 EE29              | 1 de març de 2009    | Mount Lemmon         | Mt. Lemmon Survey |
| 305869 | 2009 EO30              | 7 de març de 2009    | Mount Lemmon         | Mt. Lemmon Survey |
| 305870 | 2009 EQ30              | 15 de març de 2009   | Kitt Peak            | Spacewatch        |
| 305871 | 2009 FF1               | 17 de març de 2009   | Sandlot              | G. Hug            |
| 305872 | 2009 FO2               | 18 de març de 2009   | Mayhill              | A. Lowe           |
| 305873 | 2009 FP2               | 19 de març de 2009   | Mayhill              | A. Lowe           |
| 305874 | 2009 FW2               | 18 de març de 2009   | Dauban               | F. Kugel          |
| 305875 | 2009 FN3               | 17 de març de 2009   | Dauban               | F. Kugel          |
| 305876 | 2009 FB9               | 16 de març de 2009   | Mount Lemmon         | Mt. Lemmon Survey |
| 305877 | 2009 FK9               | 16 de març de 2009   | Mount Lemmon         | Mt. Lemmon Survey |
| 305878 | 2009 FN10              | 18 de març de 2009   | Mount Lemmon         | Mt. Lemmon Survey |
| 305879 | 2009 FA12              | 17 de març de 2009   | Kitt Peak            | Spacewatch        |
| 305880 | 2009 FS15              | 17 de març de 2009   | Kitt Peak            | Spacewatch        |
| 305881 | 2009 FX16              | 19 de març de 2009   | Mount Lemmon         | Mt. Lemmon Survey |
| 305882 | 2009 FC17              | 20 de març de 2009   | Sandlot              | G. Hug            |
| 305883 | 2009 FJ17              | 16 de març de 2009   | La Sagra             | La Sagra          |
| 305884 | 2009 FM17              | 17 de març de 2009   | La Sagra             | La Sagra          |
| 305885 | 2009 FV17              | 18 de març de 2009   | La Sagra             | La Sagra          |
| 305886 | 2009 FQ18              | 19 de març de 2009   | La Sagra             | La Sagra          |
| 305887 | 2009 FK19              | 20 de març de 2009   | Hibiscus             | N. Teamo          |
| 305888 | 2009 FW19              | 21 de març de 2009   | Dauban               | F. Kugel          |
| 305889 | 2009 FA21              | 19 de març de 2009   | Kitt Peak            | Spacewatch        |
| 305890 | 2009 FL21              | 19 de març de 2009   | Mount Lemmon         | Mt. Lemmon Survey |
| 305891 | 2009 FW22              | 19 de març de 2009   | Kitt Peak            | Spacewatch        |
| 305892 | 2009 FO24              | 20 de març de 2009   | La Sagra             | La Sagra          |
| 305893 | 2009 FR24              | 21 de març de 2009   | La Sagra             | La Sagra          |
| 305894 | 2009 FM26              | 17 de març de 2009   | Kitt Peak            | Spacewatch        |
| 305895 | 2009 FH29              | 22 de març de 2009   | Catalina             | CSS               |
| 305896 | 2009 FN29              | 22 de març de 2009   | Mount Lemmon         | Mt. Lemmon Survey |
| 305897 | 2009 FB31              | 24 de març de 2009   | Socorro              | LINEAR            |
| 305898 | 2009 FG31              | 24 de març de 2009   | La Sagra             | La Sagra          |
| 305899 | 2009 FO31              | 28 de març de 2009   | Mayhill              | A. Lowe           |
| 305900 | 2009 FP34              | 24 de març de 2009   | Mount Lemmon         | Mt. Lemmon Survey |

## 305901-306000
| Nom               | Designació provisional | Data de descobriment | Lloc de descobriment | Descobridor/s          |
| ----------------- | ---------------------- | -------------------- | -------------------- | ---------------------- |
| 305901            | 2009 FQ34              | 24 de març de 2009   | Mount Lemmon         | Mt. Lemmon Survey      |
| 305902            | 2009 FS37              | 24 de març de 2009   | Mount Lemmon         | Mt. Lemmon Survey      |
| 305903            | 2009 FQ38              | 16 de març de 2009   | La Sagra             | La Sagra               |
| 305904            | 2009 FN39              | 26 de març de 2009   | Kitt Peak            | Spacewatch             |
| 305905            | 2009 FS41              | 26 de març de 2009   | Mount Lemmon         | Mt. Lemmon Survey      |
| 305906            | 2009 FJ42              | 28 de març de 2009   | Kitt Peak            | Spacewatch             |
| 305907            | 2009 FY44              | 25 de març de 2009   | Mount Lemmon         | Mt. Lemmon Survey      |
| 305908            | 2009 FQ45              | 21 de març de 2009   | Mount Lemmon         | Mt. Lemmon Survey      |
| 305909            | 2009 FB47              | 27 de març de 2009   | Kitt Peak            | Spacewatch             |
| 305910            | 2009 FB50              | 27 de març de 2009   | Catalina             | CSS                    |
| 305911            | 2009 FU52              | 29 de març de 2009   | Kitt Peak            | Spacewatch             |
| 305912            | 2009 FH55              | 31 de març de 2009   | Mount Lemmon         | Mt. Lemmon Survey      |
| 305913            | 2009 FM57              | 31 de març de 2009   | Kitt Peak            | Spacewatch             |
| 305914            | 2009 FQ57              | 28 de març de 2009   | Kitt Peak            | Spacewatch             |
| 305915            | 2009 FB58              | 19 de març de 2009   | Mount Lemmon         | Mt. Lemmon Survey      |
| 305916            | 2009 FJ60              | 17 de març de 2009   | Kitt Peak            | Spacewatch             |
| 305917            | 2009 FK61              | 21 de març de 2009   | Mount Lemmon         | Mt. Lemmon Survey      |
| 305918            | 2009 FU61              | 18 de març de 2009   | Mount Lemmon         | Mt. Lemmon Survey      |
| 305919            | 2009 FW61              | 18 de març de 2009   | Kitt Peak            | Spacewatch             |
| 305920            | 2009 FJ62              | 22 de març de 2009   | Mount Lemmon         | Mt. Lemmon Survey      |
| 305921            | 2009 FP62              | 24 de març de 2009   | Mount Lemmon         | Mt. Lemmon Survey      |
| 305922            | 2009 FJ63              | 28 de març de 2009   | Kitt Peak            | Spacewatch             |
| 305923            | 2009 FQ63              | 29 de març de 2009   | Kitt Peak            | Spacewatch             |
| 305924            | 2009 FN64              | 31 de març de 2009   | Mount Lemmon         | Mt. Lemmon Survey      |
| 305925            | 2009 FD67              | 18 de març de 2009   | Kitt Peak            | Spacewatch             |
| 305926            | 2009 FJ68              | 31 de març de 2009   | Kitt Peak            | Spacewatch             |
| 305927            | 2009 FA70              | 18 de març de 2009   | Mount Lemmon         | Mt. Lemmon Survey      |
| 305928            | 2009 FH71              | 31 de març de 2009   | Catalina             | CSS                    |
| 305929            | 2009 FL71              | 31 de març de 2009   | Mount Lemmon         | Mt. Lemmon Survey      |
| 305930            | 2009 FO72              | 18 de març de 2009   | Catalina             | CSS                    |
| 305931            | 2009 FE73              | 21 de març de 2009   | Kitt Peak            | Spacewatch             |
| 305932            | 2009 FV73              | 28 de març de 2009   | Kitt Peak            | Spacewatch             |
| 305933            | 2009 FK76              | 26 de març de 2009   | Kitt Peak            | Spacewatch             |
| 305934            | 2009 FX76              | 16 de març de 2009   | Kitt Peak            | Spacewatch             |
| 305935            | 2009 GT                | 6 d'abril de 2009    | Hibiscus             | N. Teamo               |
| 305936            | 2009 GF3               | 13 d'abril de 2009   | La Sagra             | La Sagra               |
| 305937            | 2009 GK3               | 15 d'abril de 2009   | Siding Spring        | Siding Spring Survey   |
| 305938            | 2009 GZ5               | 1 d'abril de 2009    | Kitt Peak            | Spacewatch             |
| 305939            | 2009 HM                | 18 d'abril de 2009   | Sierra Stars         | F. Tozzi               |
| 305940            | 2009 HT                | 16 d'abril de 2009   | Catalina             | CSS                    |
| 305941            | 2009 HC2               | 17 d'abril de 2009   | Catalina             | CSS                    |
| 305942            | 2009 HE13              | 17 d'abril de 2009   | Catalina             | CSS                    |
| 305943            | 2009 HK13              | 17 d'abril de 2009   | Kitt Peak            | Spacewatch             |
| 305944            | 2009 HA14              | 17 d'abril de 2009   | Kitt Peak            | Spacewatch             |
| 305945            | 2009 HX16              | 18 d'abril de 2009   | Kitt Peak            | Spacewatch             |
| 305946            | 2009 HJ17              | 18 d'abril de 2009   | Kitt Peak            | Spacewatch             |
| 305947            | 2009 HH18              | 18 d'abril de 2009   | Mount Lemmon         | Mt. Lemmon Survey      |
| 305948            | 2009 HL18              | 18 d'abril de 2009   | Catalina             | CSS                    |
| 305949            | 2009 HT21              | 16 d'abril de 2009   | Catalina             | CSS                    |
| 305950            | 2009 HL24              | 17 d'abril de 2009   | Kitt Peak            | Spacewatch             |
| 305951            | 2009 HG26              | 18 d'abril de 2009   | Kitt Peak            | Spacewatch             |
| 305952            | 2009 HU30              | 19 d'abril de 2009   | Kitt Peak            | Spacewatch             |
| 305953 Josiedubey | 2009 HV36              | 20 d'abril de 2009   | Mayhill              | N. Falla               |
| 305954            | 2009 HQ39              | 18 d'abril de 2009   | Kitt Peak            | Spacewatch             |
| 305955            | 2009 HY40              | 20 d'abril de 2009   | Kitt Peak            | Spacewatch             |
| 305956            | 2009 HJ43              | 20 d'abril de 2009   | Kitt Peak            | Spacewatch             |
| 305957            | 2009 HK43              | 20 d'abril de 2009   | Kitt Peak            | Spacewatch             |
| 305958            | 2009 HE45              | 21 d'abril de 2009   | La Sagra             | La Sagra               |
| 305959            | 2009 HH45              | 21 d'abril de 2009   | La Sagra             | La Sagra               |
| 305960            | 2009 HT45              | 21 d'abril de 2009   | La Sagra             | La Sagra               |
| 305961            | 2009 HZ46              | 17 d'abril de 2009   | Kitt Peak            | Spacewatch             |
| 305962            | 2009 HG50              | 21 d'abril de 2009   | Kitt Peak            | Spacewatch             |
| 305963            | 2009 HS53              | 20 d'abril de 2009   | Kitt Peak            | Spacewatch             |
| 305964            | 2009 HG55              | 21 d'abril de 2009   | Mount Lemmon         | Mt. Lemmon Survey      |
| 305965            | 2009 HJ57              | 22 d'abril de 2009   | La Sagra             | La Sagra               |
| 305966            | 2009 HR58              | 23 d'abril de 2009   | Kachina              | J. Hobart              |
| 305967            | 2009 HR60              | 19 d'abril de 2009   | Mount Lemmon         | Mt. Lemmon Survey      |
| 305968            | 2009 HF69              | 22 d'abril de 2009   | Mount Lemmon         | Mt. Lemmon Survey      |
| 305969            | 2009 HD70              | 22 d'abril de 2009   | Mount Lemmon         | Mt. Lemmon Survey      |
| 305970            | 2009 HN71              | 22 d'abril de 2009   | Mount Lemmon         | Mt. Lemmon Survey      |
| 305971            | 2009 HM75              | 28 d'abril de 2009   | Catalina             | CSS                    |
| 305972            | 2009 HG76              | 24 d'abril de 2009   | Mount Lemmon         | Mt. Lemmon Survey      |
| 305973            | 2009 HH80              | 15 de març de 2009   | Kitt Peak            | Spacewatch             |
| 305974            | 2009 HS85              | 29 d'abril de 2009   | Kitt Peak            | Spacewatch             |
| 305975            | 2009 HZ85              | 29 d'abril de 2009   | Kitt Peak            | Spacewatch             |
| 305976            | 2009 HB89              | 24 d'abril de 2009   | Cerro Burek          | Cerro Burek            |
| 305977            | 2009 HK96              | 22 d'abril de 2009   | Mount Lemmon         | Mt. Lemmon Survey      |
| 305978            | 2009 HL99              | 21 d'abril de 2009   | Mount Lemmon         | Mt. Lemmon Survey      |
| 305979            | 2009 HJ100             | 27 d'abril de 2009   | Purple Mountain      | PMO NEO Survey Program |
| 305980            | 2009 HV101             | 18 d'abril de 2009   | Kitt Peak            | Spacewatch             |
| 305981            | 2009 HC103             | 17 d'abril de 2009   | Kitt Peak            | Spacewatch             |
| 305982            | 2009 HM103             | 18 d'abril de 2009   | Mount Lemmon         | Mt. Lemmon Survey      |
| 305983            | 2009 HF104             | 22 d'abril de 2009   | Kitt Peak            | Spacewatch             |
| 305984            | 2009 HN104             | 28 d'abril de 2009   | Kitt Peak            | Spacewatch             |
| 305985            | 2009 HB105             | 19 d'abril de 2009   | Kitt Peak            | Spacewatch             |
| 305986            | 2009 HF105             | 20 d'abril de 2009   | Mount Lemmon         | Mt. Lemmon Survey      |
| 305987            | 2009 JD3               | 13 de maig de 2009   | Kitt Peak            | Spacewatch             |
| 305988            | 2009 JN4               | 12 de maig de 2009   | Catalina             | CSS                    |
| 305989            | 2009 JK6               | 13 de maig de 2009   | Kitt Peak            | Spacewatch             |
| 305990            | 2009 JR8               | 13 de maig de 2009   | Kitt Peak            | Spacewatch             |
| 305991            | 2009 JY8               | 13 de maig de 2009   | Kitt Peak            | Spacewatch             |
| 305992            | 2009 JN12              | 15 de maig de 2009   | La Sagra             | La Sagra               |
| 305993            | 2009 KJ3               | 24 de maig de 2009   | La Sagra             | La Sagra               |
| 305994            | 2009 KG7               | 18 de maig de 2009   | La Sagra             | La Sagra               |
| 305995            | 2009 KP12              | 25 de maig de 2009   | Kitt Peak            | Spacewatch             |
| 305996            | 2009 KB14              | 26 de maig de 2009   | Kitt Peak            | Spacewatch             |
| 305997            | 2009 KX15              | 26 de maig de 2009   | Kitt Peak            | Spacewatch             |
| 305998            | 2009 KH17              | 26 de maig de 2009   | Kitt Peak            | Spacewatch             |
| 305999            | 2009 SH362             | 6 de juny de 2005    | Siding Spring        | Siding Spring Survey   |
| 306000            | 2009 TS21              | 27 de maig de 2004   | Kitt Peak            | Spacewatch             |